# Hèches
Pour les articles homonymes, voir Heche.
Hèches est une commune française située dans l'est du département des Hautes-Pyrénées, en région Occitanie. Sur le plan historique et culturel, la commune est dans le Pays d'Aure, constitué de la vallée de la Neste (en aval de Sarrancolin), de la vallée d'Aure (en amont de Sarrancolin) et de la vallée du Louron.
Exposée à un climat de montagne, elle est drainée par la Neste, le canal de la Neste, le ruisseau de Bouchidet et par divers autres petits cours d'eau. La commune possède un patrimoine naturel remarquable : un site Natura 2000 (« Garonne, Ariège, Hers, Salat, Pique et Neste ») et dix zones naturelles d'intérêt écologique, faunistique et floristique.
Hèches est une commune rurale qui compte 589 habitants en 2022, après avoir connu un pic de population de 1 641 habitants en 1856. Elle fait partie de l'aire d'attraction de Lannemezan. Ses habitants sont appelés les Héchois ou  Héchoises.

## Géographie

### Localisation
La commune de Hèches se trouve dans le département des Hautes-Pyrénées, en région Occitanie.
Elle se situe à 34 km à vol d'oiseau de Tarbes, préfecture du département, à 19 km de Bagnères-de-Bigorre, sous-préfecture, et à 10 km de Capvern, bureau centralisateur du canton de Neste, Aure et Louron dont dépend la commune depuis 2015 pour les élections départementales.
La commune fait en outre partie du bassin de vie de Lannemezan.
Les communes les plus proches sont : 
Bazus-Neste (2,2 km), Labastide (2,7 km), Mazouau (2,9 km), Lortet (3,0 km), Saint-Arroman (3,9 km), Gazave (4,3 km), Esparros (4,5 km), Izaux (5,1 km).
Sur le plan historique et culturel, Hèches fait partie de la région gasconne de Magnoac, située sur le plateau de Lannemezan, qui reprend une partie de l’ancien Nébouzan, qui possédait plusieurs enclaves au cœur de la province de Comminges et a évolué dans ses frontières jusqu’à plus ou moins disparaitre.

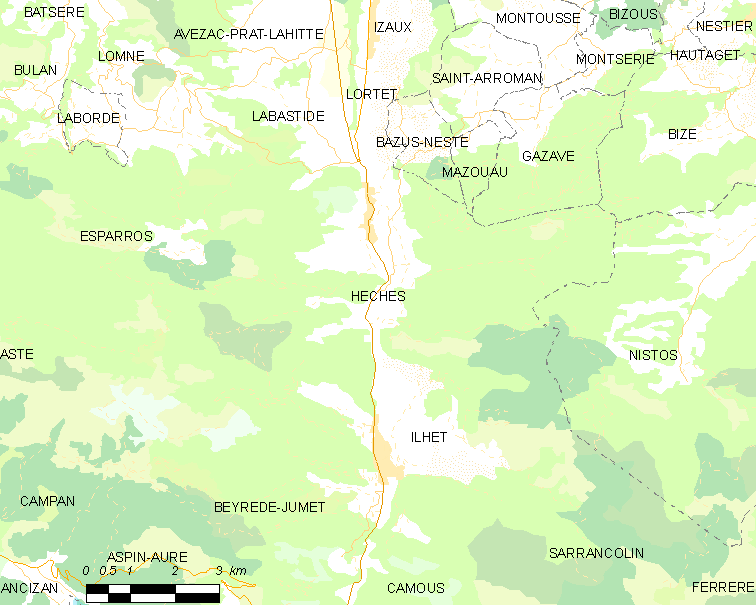
Carte de la commune de Hèches et des proches communes.

| Lortet, Labastide    | Bazus-Neste | Mazouau, Gazave, Bize |
| Esparros             | Hèches      | Nistos                |
| Beyrède-Jumet-Camous | Sarrancolin |                       |

### Hydrographie
La commune est dans le bassin versant de la Garonne, au sein du bassin hydrographique Adour-Garonne. Elle est drainée par le Neste, le canal de la Neste, le ruisseau de Bouchidet, Riou Casé, le ruisseau de Coume Nère, le ruisseau de Rieu Tort, le ruisseau du Louda, le ruisseau du Tech et par divers petits cours d'eau, constituant un réseau hydrographique de 40 km de longueur totale,.
Le Neste, d'une longueur totale de 73,1 km, prend sa source dans la commune d'Aragnouet et s'écoule vers le nord puis se réoriente vers l'est. Il traverse la commune et se jette dans la Garonne à Montréjeau, après avoir traversé 34 communes.
Le canal de la Neste, d'une longueur totale de 28,8 km, prend sa source dans la commune de Beyrède-Jumet-Camous et s'écoule vers le nord. Il traverse la commune et se jette dans le canal du Bouès à Capvern, après avoir traversé 9 communes.

### Climat
Le climat qui caractérise la commune est qualifié, en 2010, de « climat des marges montargnardes », selon la typologie des climats de la France qui compte alors huit grands types de climats en métropole. En 2020, la commune ressort du type « climat de montagne » dans la classification établie par Météo-France, qui ne compte désormais, en première approche, que cinq grands types de climats en métropole. Pour ce type de climat, la température décroît rapidement en fonction de l'altitude. On observe une nébulosité minimale en hiver et maximale en été. Les vents et les précipitations varient notablement selon le lieu.
Les paramètres climatiques qui ont permis d’établir la typologie de 2010 comportent six variables pour les températures et huit pour les précipitations, dont les valeurs correspondent à la normale 1971-2000. Les sept principales variables caractérisant la commune sont présentées dans l'encadré ci-après.
| Paramètres climatiques communaux sur la période 1971-2000 - Moyenne annuelle de température : 10,9 °C - Nombre de jours avec une température inférieure à −5 °C : 5,4 j - Nombre de jours avec une température supérieure à 30 °C : 5,4 j - Amplitude thermique annuelle : 14,2 °C - Cumuls annuels de précipitation : 1 128 mm - Nombre de jours de précipitation en janvier : 11 j - Nombre de jours de précipitation en juillet : 8 j |

Avec le changement climatique, ces variables ont évolué. Une étude réalisée en 2014 par la Direction générale de l'Énergie et du Climat complétée par des études régionales prévoit en effet que la  température moyenne devrait croître et la pluviométrie moyenne baisser, avec toutefois de fortes variations régionales. Ces changements peuvent être constatés sur la station météorologique de Météo-France la plus proche, « Nestier », sur la commune de Nestier, mise en service en 1946 et qui se trouve à 10 km à vol d'oiseau,, où la température moyenne annuelle est de 11,8 °C et la hauteur de précipitations de 1 049,8 mm pour la période 1981-2010.
Sur la station météorologique historique la plus proche, « Tarbes-Lourdes-Pyrénées », sur la commune d'Ossun, mise en service en 1946 et à 37 km, la température moyenne annuelle évolue de 12,2 °C pour la période 1971-2000, à 12,6 °C pour 1981-2010, puis à 12,9 °C pour 1991-2020.

### Milieux naturels et biodiversité

#### Réseau Natura 2000

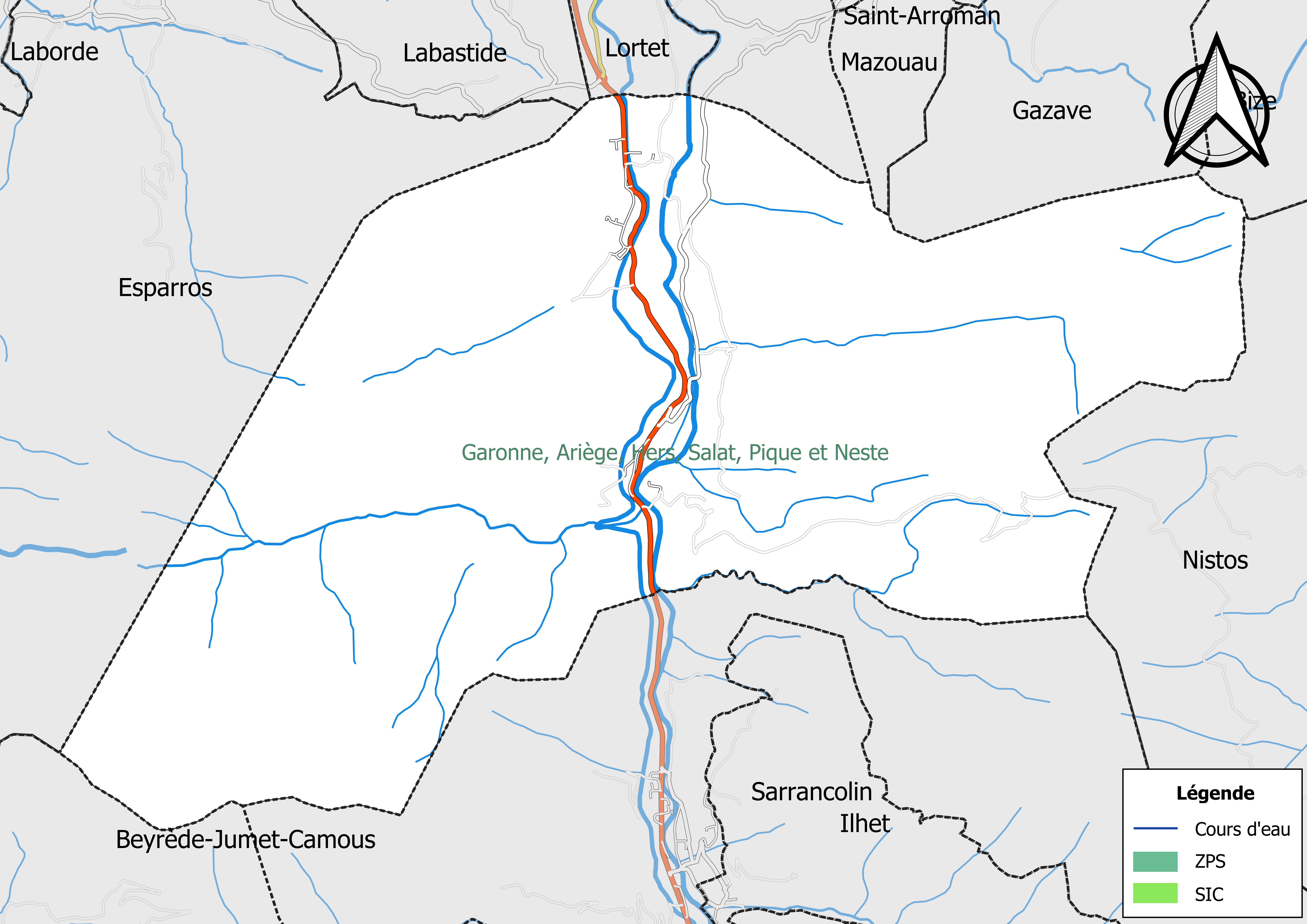
Site Natura 2000 sur le territoire communal.

Le réseau Natura 2000 est un réseau écologique européen de sites naturels d'intérêt écologique élaboré à partir des directives habitats et oiseaux, constitué de zones spéciales de conservation (ZSC) et de zones de protection spéciale (ZPS).
Un site Natura 2000 a été défini sur la commune au titre de la directive habitats : « garonne, Ariège, Hers, Salat, Pique et Neste », d'une superficie de 9 581 ha, un réseau hydrographique pour les poissons migrateurs (zones de frayères actives et potentielles importantes pour le Saumon en particulier qui fait l'objet d'alevinages réguliers et dont des adultes atteignent déjà Foix sur l'Ariège.

#### Zones naturelles d'intérêt écologique, faunistique et floristique
L’inventaire des zones naturelles d'intérêt écologique, faunistique et floristique (ZNIEFF) a pour objectif de réaliser une couverture des zones les plus intéressantes sur le plan écologique, essentiellement dans la perspective d’améliorer la connaissance du patrimoine naturel national et de fournir aux différents décideurs un outil d’aide à la prise en compte de l’environnement dans l’aménagement du territoire.
Six ZNIEFF de type 1 sont recensées sur la commune :
- les « bois et rochers calcaires de Pène Haute de Rebouc » (547 ha), couvrant 2 communes du département[27] ;
- les « cap d'Estivère, Bayelle de Gazave et pic de Picharot » (1 163 ha), couvrant 6 communes du département[28] ;
- les « Chaînon calcaire de la Bouche de Campan et soulane du Signal de Bassia » (2 055 ha), couvrant 6 communes du département[29] ;
- les « forêts du Nistos et pic de Mont Aspet » (2 169 ha), couvrant 6 communes du département[30] ;
- le « massif de Lhéris, Hautes-Baronnies » (5 455 ha), couvrant 9 communes du département[31] ;
- la « Neste moyenne et aval » (283 ha), couvrant 25 communes dont une dans la Haute-Garonne et 24 dans les Hautes-Pyrénées[32] ;

et quatre ZNIEFF de type 2, : 
- les « Baronnies » (20 367 ha), couvrant 43 communes du département[33] ;
- le « bassin du Haut Adour » (27 303 ha), couvrant 18 communes du département[34] ;
- les « Garonne amont, Pique et Neste » (1 788 ha), couvrant 112 communes dont 42 dans la Haute-Garonne et 70 dans les Hautes-Pyrénées[35];
- le « piémont calcaire, forestier et montagnard du Nistos en rive droite de la Neste » (15 195 ha), couvrant 26 communes dont une dans la Haute-Garonne et 25 dans les Hautes-Pyrénées[36].

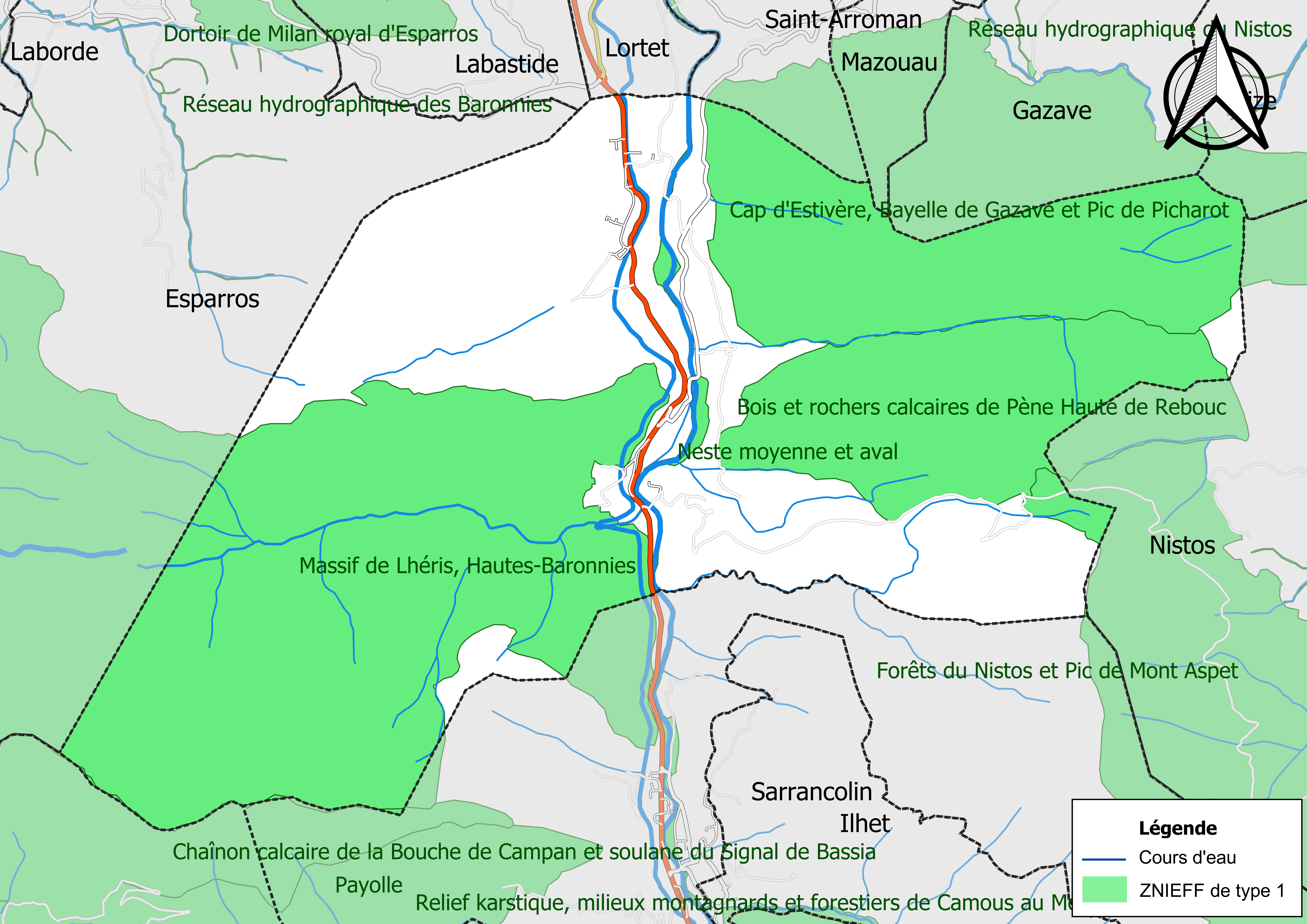
Carte des ZNIEFF de type 1 sur la commune.
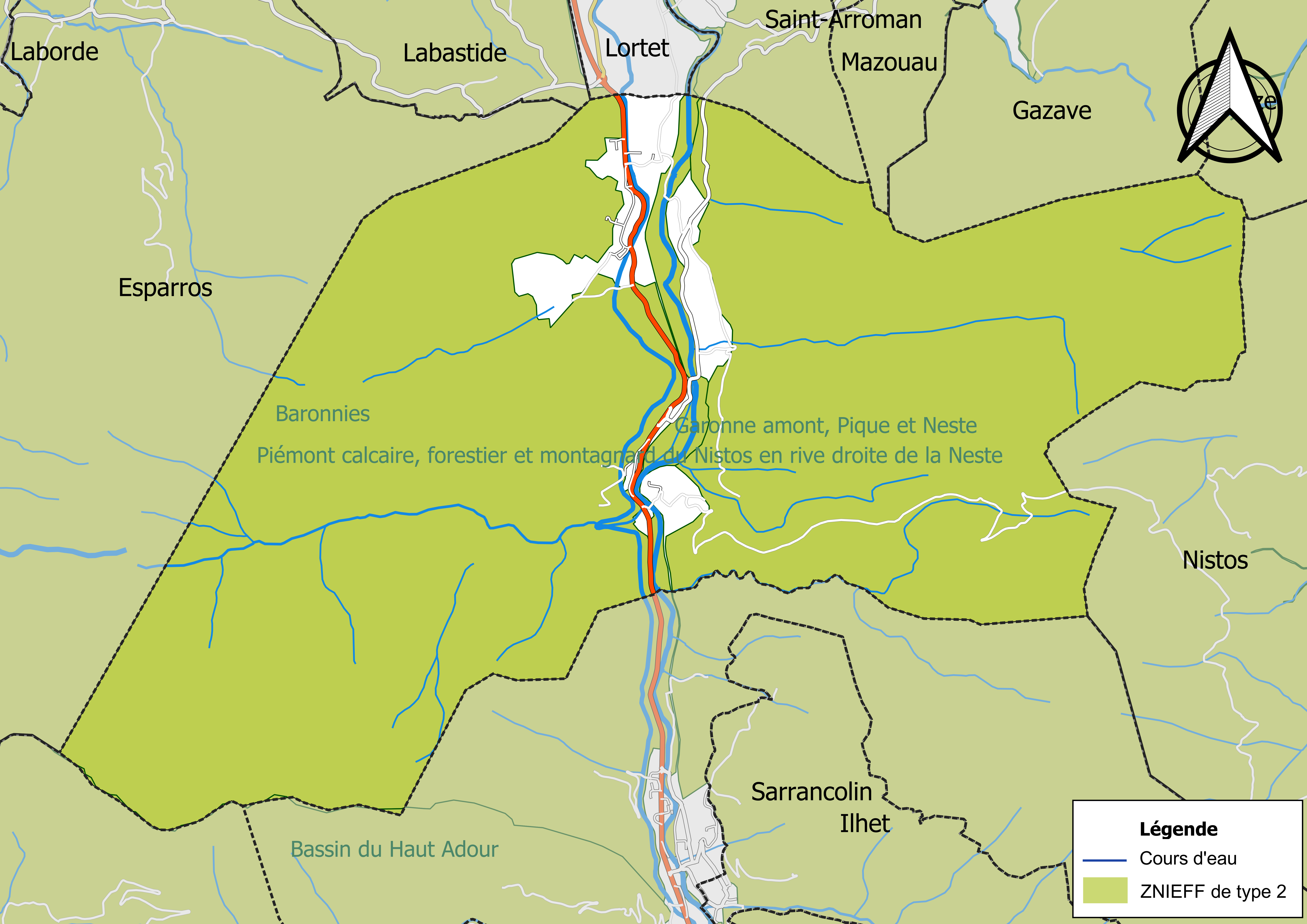
Carte des ZNIEFF de type 2 sur la commune.

## Urbanisme

### Typologie
Au 1er janvier 2024, Hèches est catégorisée commune rurale à habitat dispersé, selon la nouvelle grille communale de densité à sept niveaux définie par l'Insee en 2022.
Elle est située hors unité urbaine. Par ailleurs la commune fait partie de l'aire d'attraction de Lannemezan, dont elle est une commune de la couronne,. Cette aire, qui regroupe 65 communes, est catégorisée dans les aires de moins de 50 000 habitants,.

### Occupation des sols
L'occupation des sols de la commune, telle qu'elle ressort de la base de données européenne d’occupation biophysique des sols Corine Land Cover (CLC), est marquée par l'importance des forêts et milieux semi-naturels (83,8 % en 2018), une proportion identique à celle de 1990 (83,8 %). La répartition détaillée en 2018 est la suivante : 
forêts (74 %), prairies (10 %), milieux à végétation arbustive et/ou herbacée (8,2 %), zones agricoles hétérogènes (5,3 %), espaces ouverts, sans ou avec peu de végétation (1,6 %), zones urbanisées (0,8 %).
L'IGN met par ailleurs à disposition un outil en ligne permettant de comparer l’évolution dans le temps de l’occupation des sols de la commune (ou de territoires à des échelles différentes). Plusieurs époques sont accessibles sous forme de cartes ou photos aériennes : la carte de Cassini (XVIIIe siècle), la carte d'état-major (1820-1866) et la période actuelle (1950 à aujourd'hui).

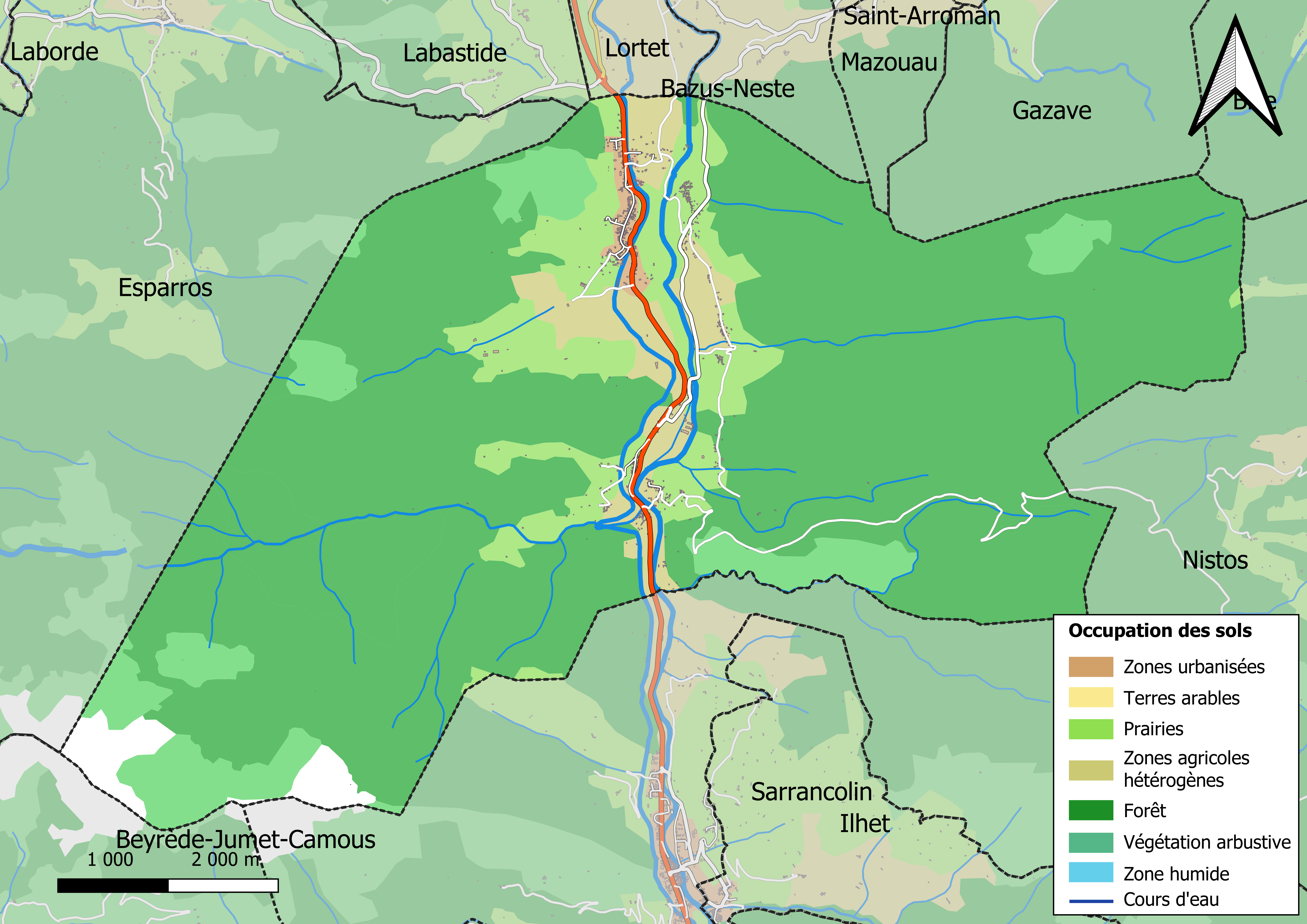
Carte des infrastructures et de l'occupation des sols en 2018 (CLC) de la commune.
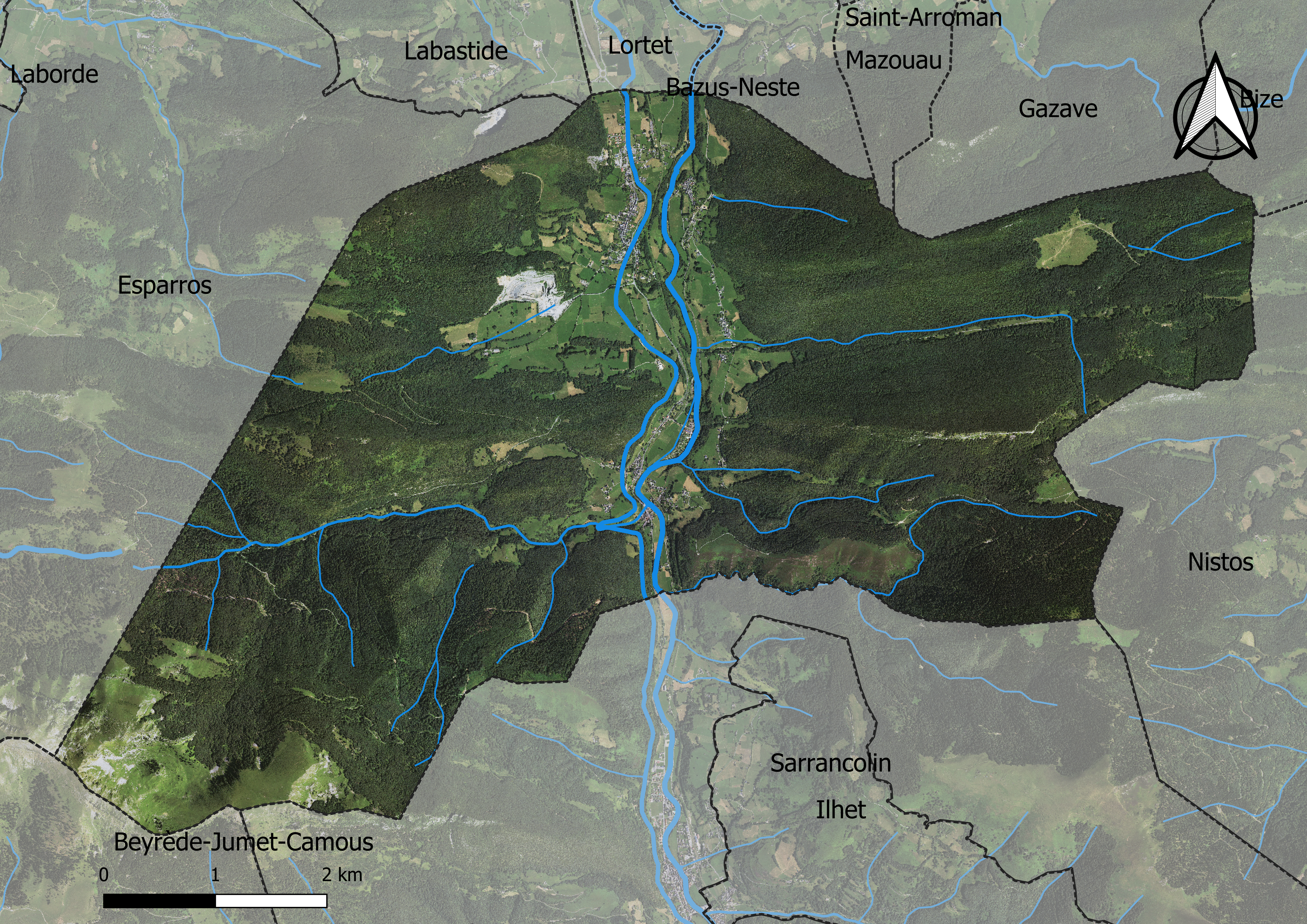
Carte orthophotogrammétrique de la commune.

### Logement
En 2012, le nombre total de logements dans la commune est de 543.

Parmi ces logements, 52.5  % sont des résidences principales, 41.8  % des résidences secondaires  5.7  %  des logements vacants.

### Risques naturels et technologiques

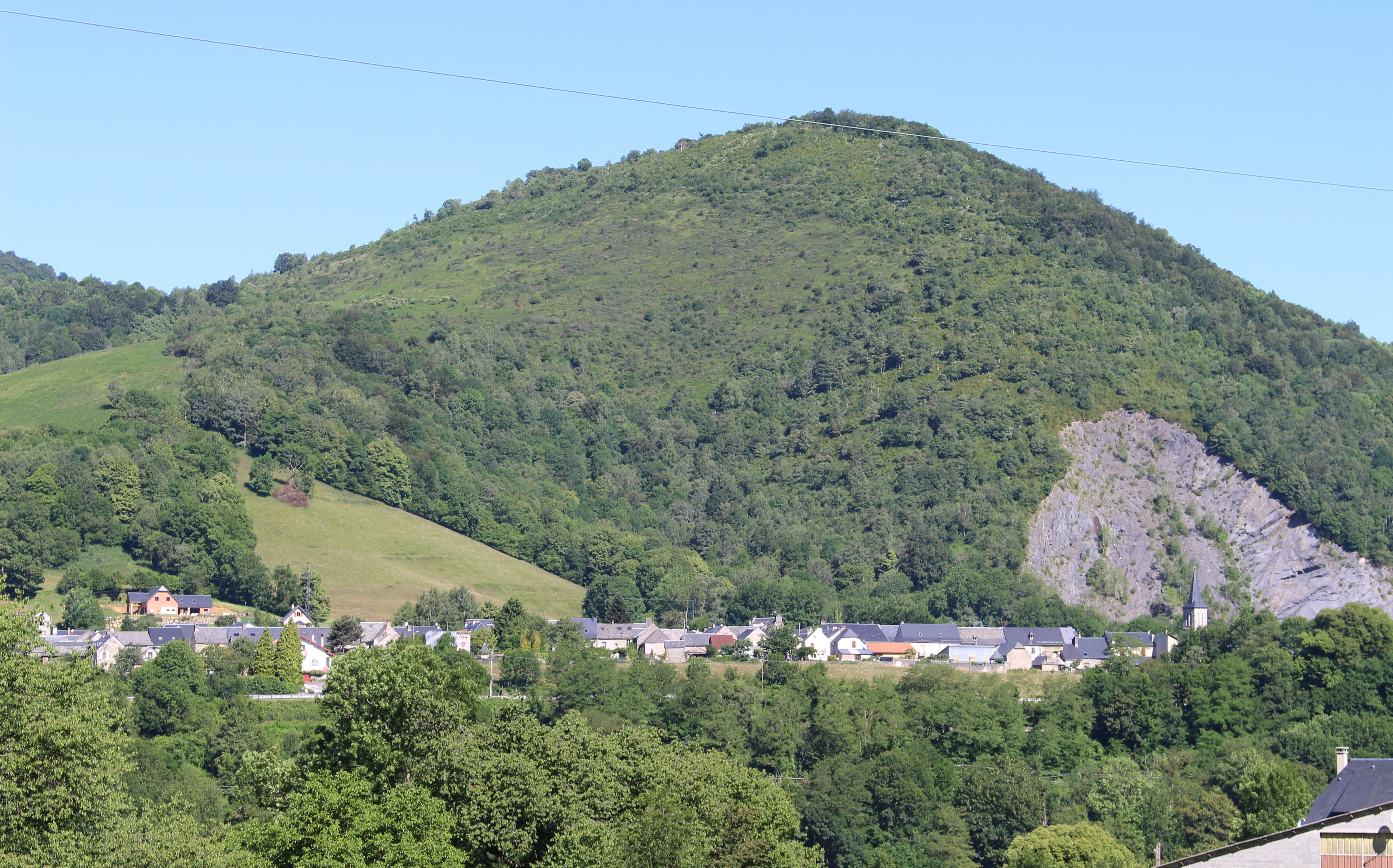
Hèches.
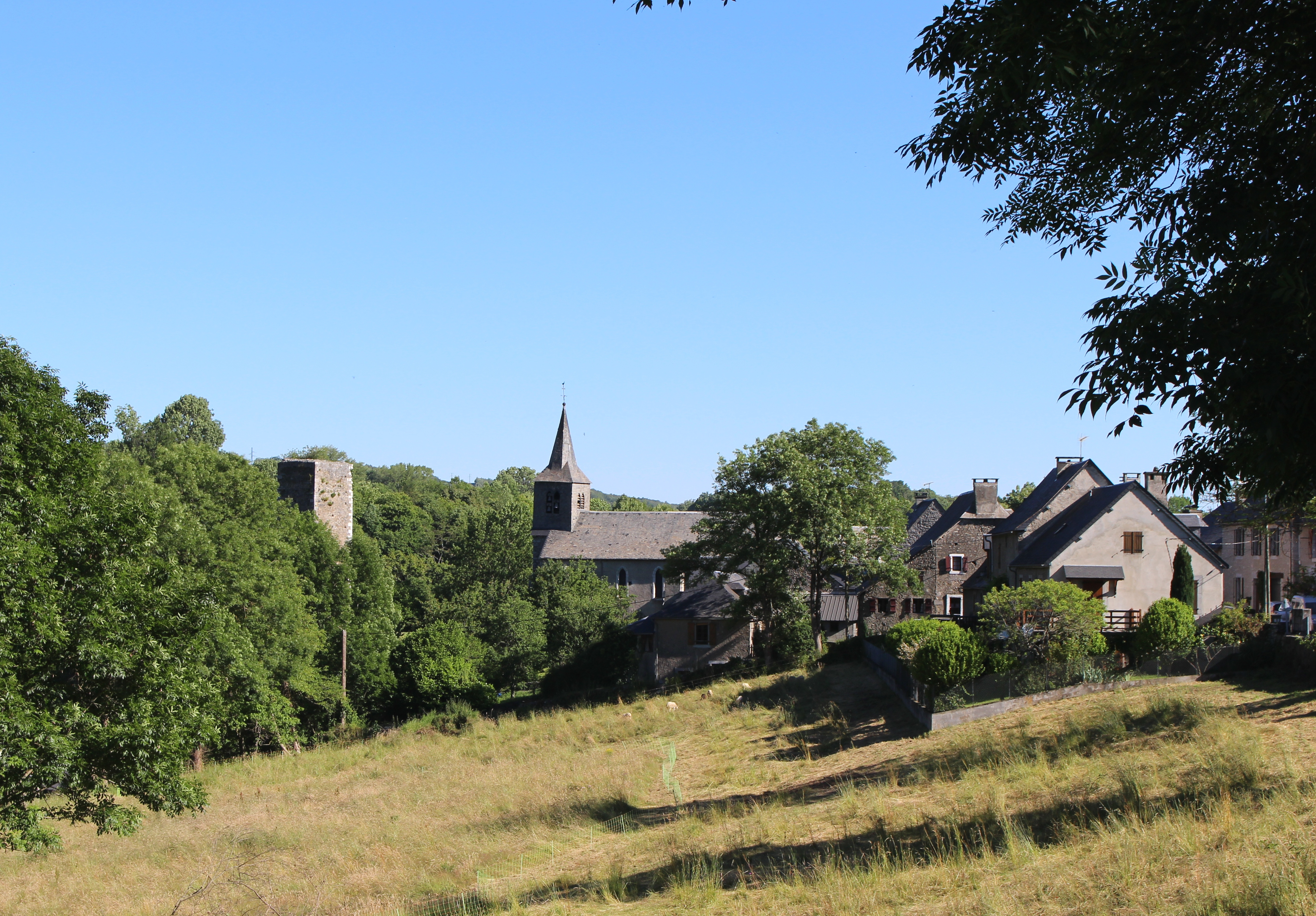
Hèchettes.
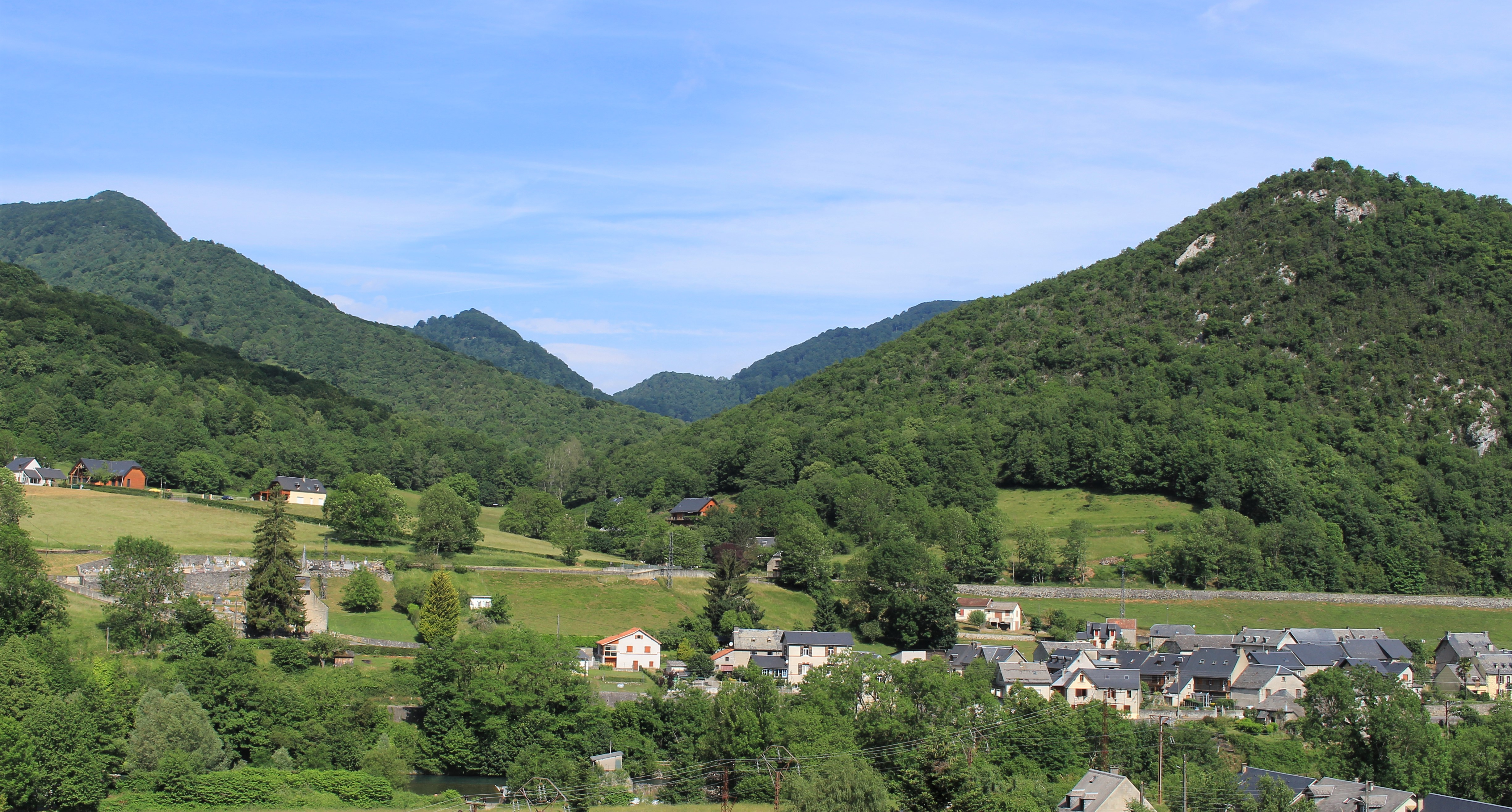
Rebouc.

### Voies de communication et transports

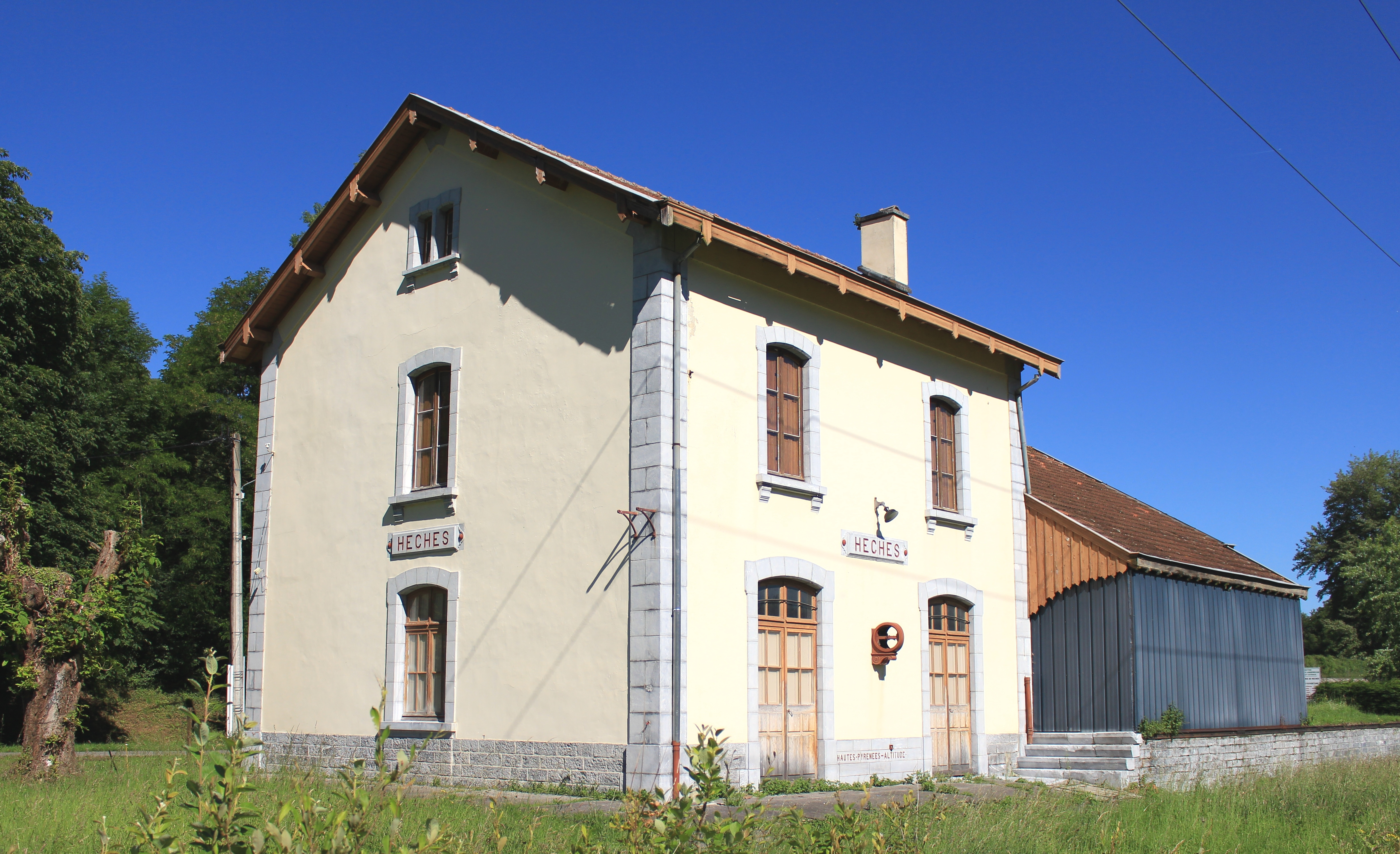
L'ancienne gare de Hèches sur la ligne de Lannemezan à Arreau - Cadéac en 2016.

Cette commune est desservie par la route départementale D 929 et par la route départementale D 26.
Une voie ferrée, actuellement fermée aux trafics voyageurs et fret, desservait la commune autrefois.
Un projet de voie verte utilisant le tracé de la voie ferrée, comme entre Lourdes et Argelès-Gazost est envisagé.
La ligne de bus Lannemezan - Saint-Lary-Soulan (TER Occitanie) dessert la commune.

## Toponymie

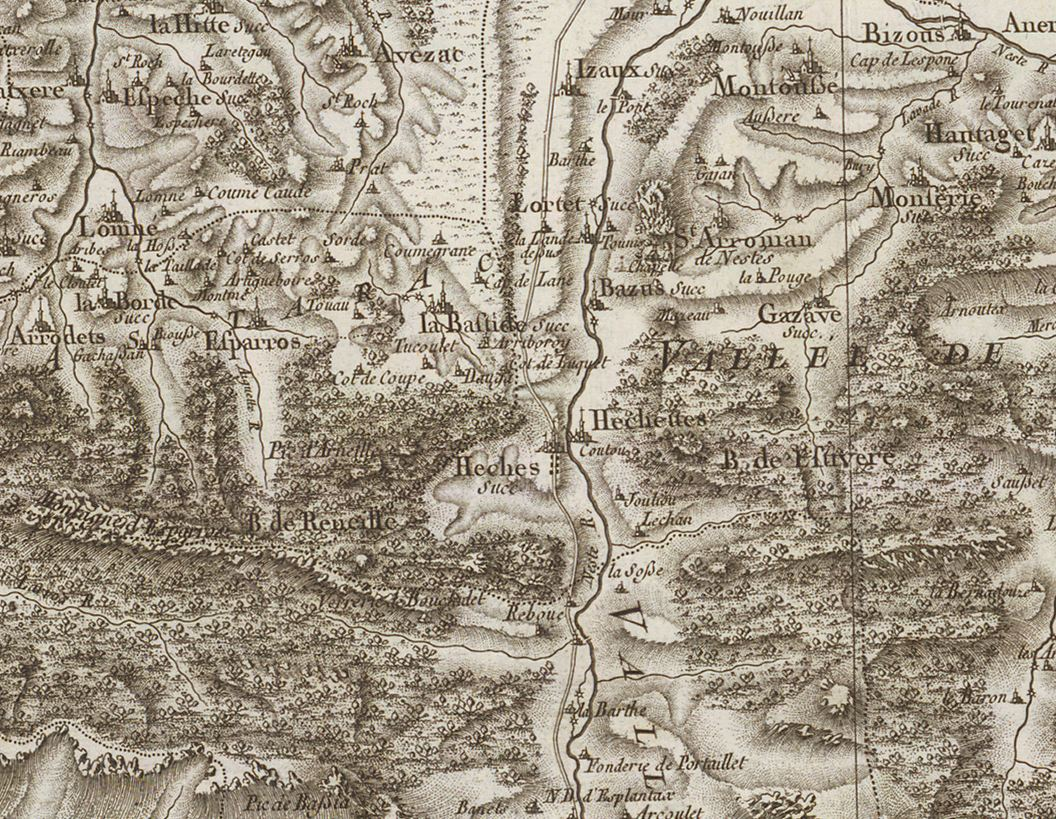
Extrait de la carte de Cassini (entre 1756 et 1789) situant Hèches.

On trouvera les principales informations dans le Dictionnaire toponymique des communes des Hautes-Pyrénées de Michel Grosclaude et Jean-François Le Nail qui rapporte les dénominations historiques du village :
Dénominations historiques :
- Feyssas, (1333, Larcher, cartulaire  du Comminges) ;
- De Fexis, latin (1387, pouillé du Comminges) ;
- Heches, (fin XVIIIe siècle, carte de Cassini).

Étymologie : mot gascon hèisha (= bande de terrain, du latin fascia : bande).
Nom occitan : Hèishas

## Histoire

### Cadastre napoléonien de Hèches
Le plan cadastral napoléonien de Hèches est consultable sur le site des archives départementales des Hautes-Pyrénées.

## Politique et administration

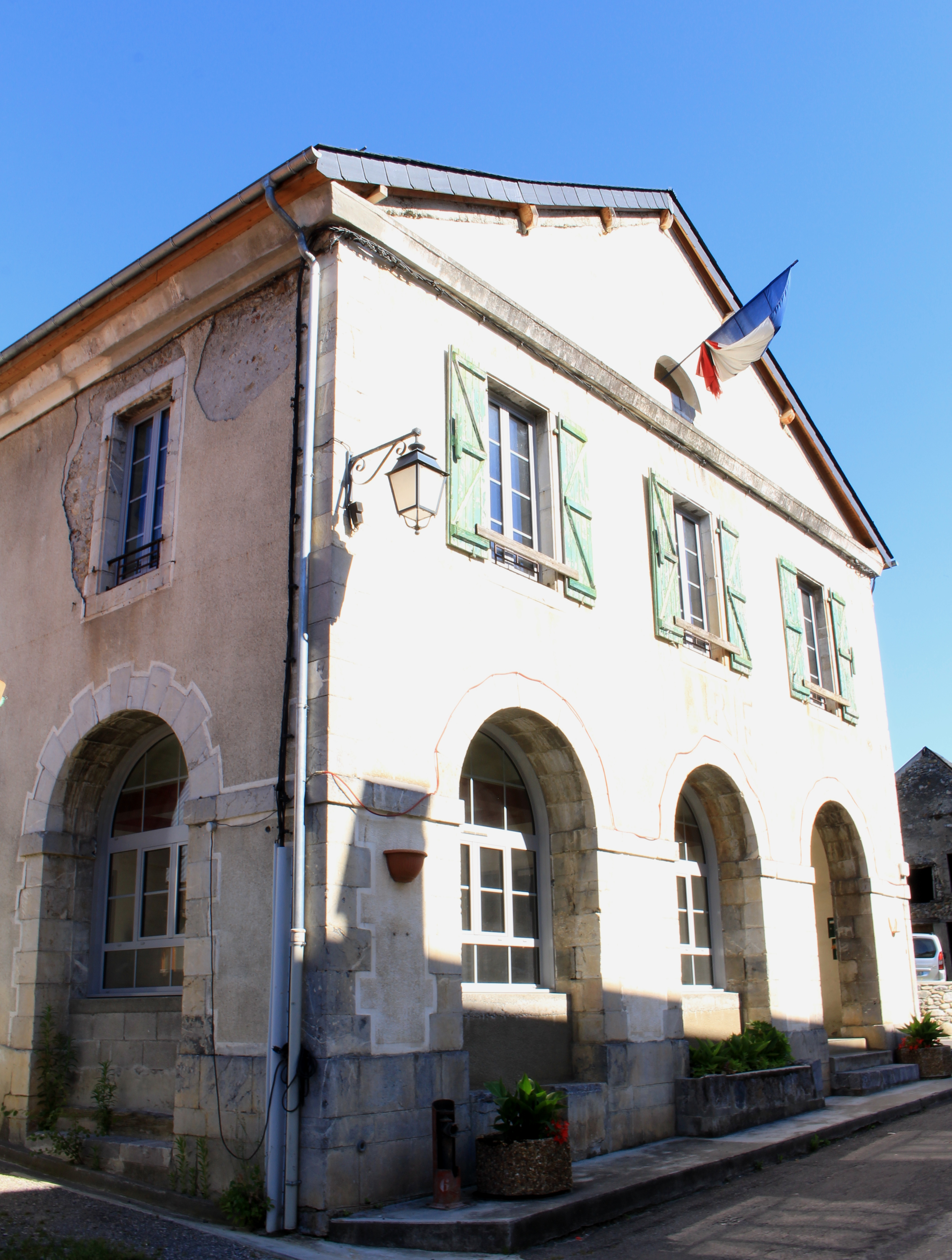
La mairie en 2016.

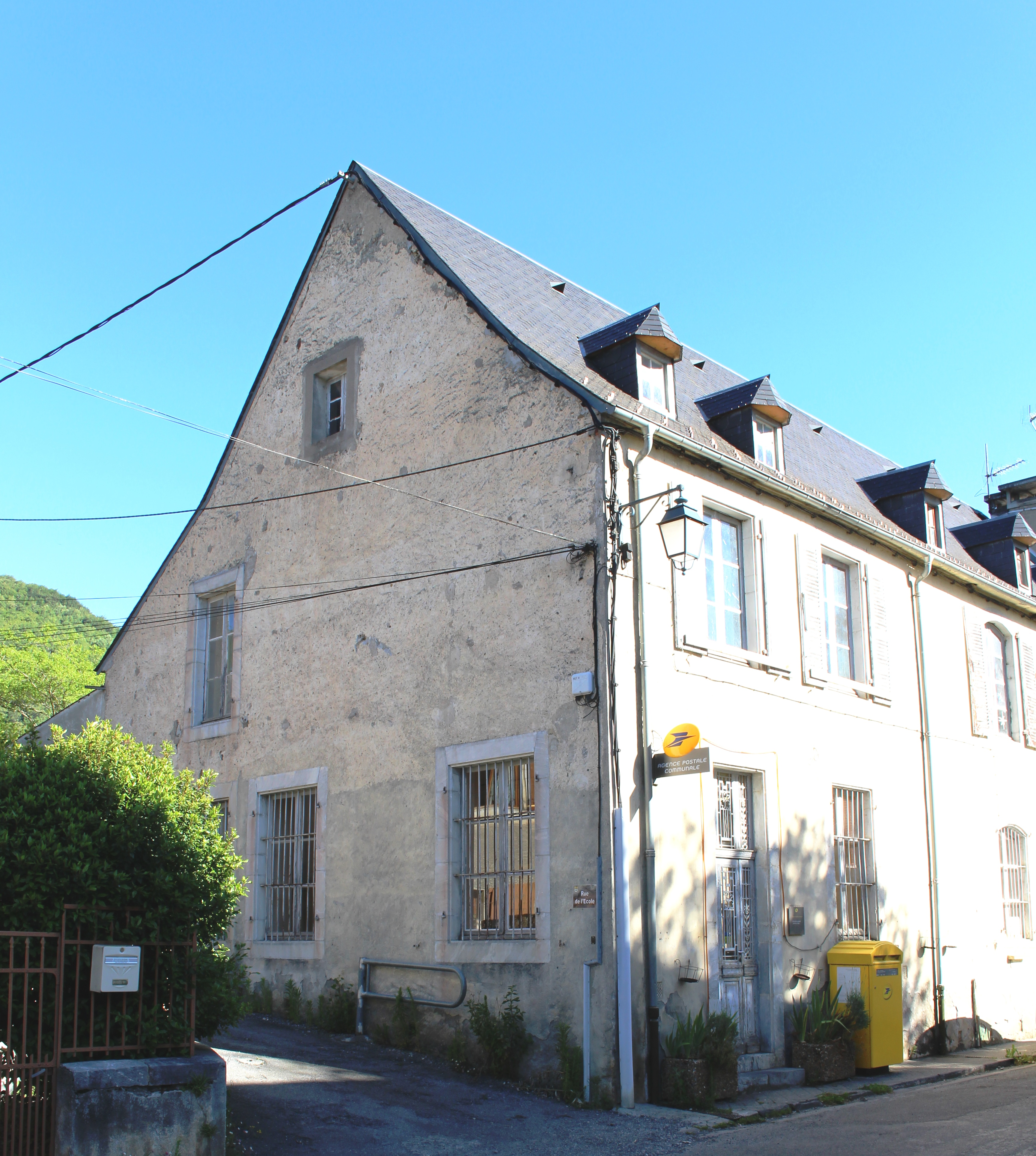
La Poste d'Hèches.

### Liste des maires
| Période                                  | Période   | Identité         | Étiquette | Qualité |
| ---------------------------------------- | --------- | ---------------- | --------- | ------- |
| Les données manquantes sont à compléter. |           |                  |           |         |
|                                          |           |                  |           |         |
| mars 2001                                | mars 2008 | Pierre Carrère   |           |         |
| mars 2008                                | mars 2020 | Marc Berges      |           |         |
| mars 2020                                | En cours  | Patricia Corrège |           |         |

### Rattachements administratifs et électoraux

#### Historique administratif
Sénéchaussée  de Toulouse, élection de Comminges, baronnie de Hèches, canton de La Barthe-de-Neste puis Sarrancolin (1790), de La Barthe-de-Neste (depuis 1801). Rebouc, Héchettes et Léchan sont rattachés à Hèches entre 1791 et 1801.

#### Intercommunalité
Hèches appartient à la communauté de communes du Plateau de Lannemezan Neste-Baronnies-Baïses créée en janvier 2017 et qui réunit 57 communes.

### Services publics
La commune de Hèches dispose d'une agence postale.

## Population et société

### Démographie

#### Évolution démographique

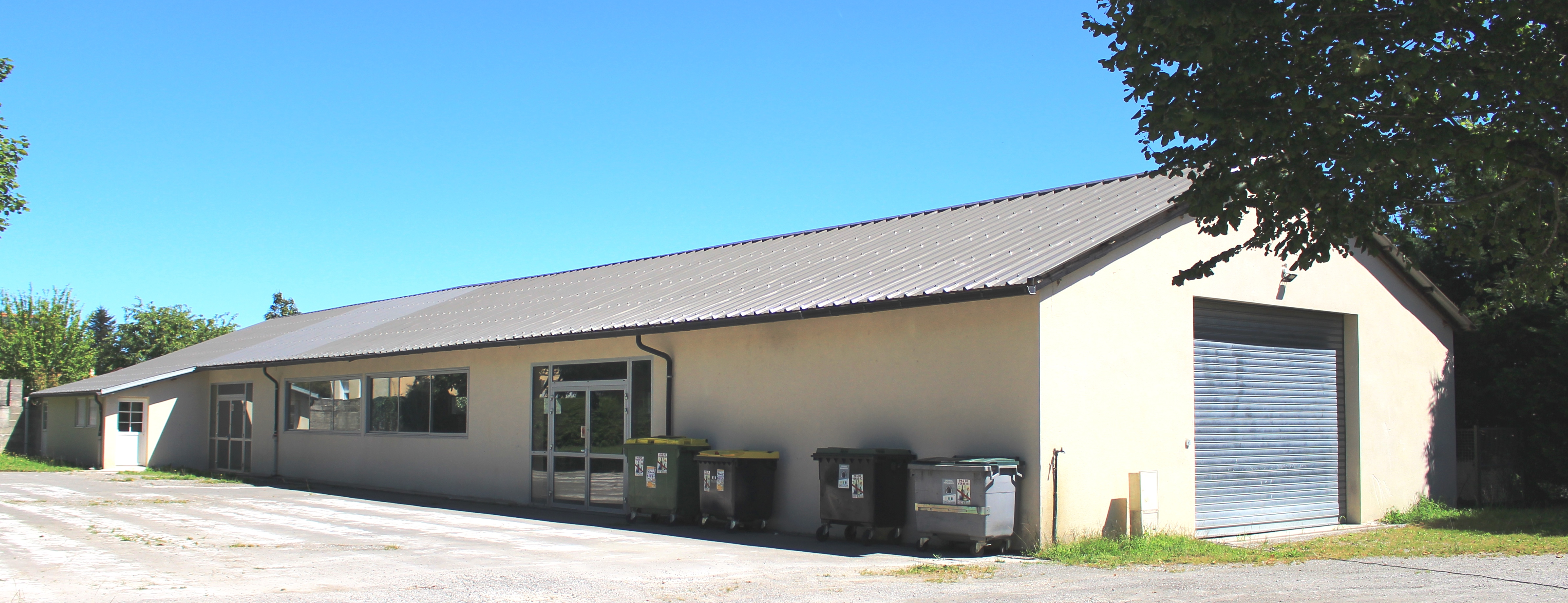
Le foyer rural en 2016.

| 1793  | 1800  | 1806  | 1821  | 1831  | 1836  | 1841  | 1846  | 1851  |
| ----- | ----- | ----- | ----- | ----- | ----- | ----- | ----- | ----- |
| 1 009 | 1 060 | 1 164 | 1 384 | 1 506 | 1 633 | 1 502 | 1 609 | 1 602 |

| 1856  | 1861  | 1866  | 1872  | 1876  | 1881  | 1886  | 1891  | 1896  |
| ----- | ----- | ----- | ----- | ----- | ----- | ----- | ----- | ----- |
| 1 641 | 1 526 | 1 530 | 1 338 | 1 349 | 1 273 | 1 260 | 1 117 | 1 080 |

| 1901 | 1906 | 1911 | 1921 | 1926 | 1931 | 1936 | 1946 | 1954 |
| ---- | ---- | ---- | ---- | ---- | ---- | ---- | ---- | ---- |
| 911  | 880  | 853  | 933  | 813  | 792  | 792  | 758  | 847  |

| 1962 | 1968 | 1975 | 1982 | 1990 | 1999 | 2006 | 2007 | 2012 |
| ---- | ---- | ---- | ---- | ---- | ---- | ---- | ---- | ---- |
| 664  | 627  | 548  | 536  | 553  | 580  | 615  | 620  | 597  |

| 2017 | 2022 | - | - | - | - | - | - | - |
| ---- | ---- | - | - | - | - | - | - | - |
| 616  | 589  | - | - | - | - | - | - | - |

### Enseignement
La commune dépend de l'académie de Toulouse. Elle dispose d’une école en 2017.
- École primaire.

### Sports

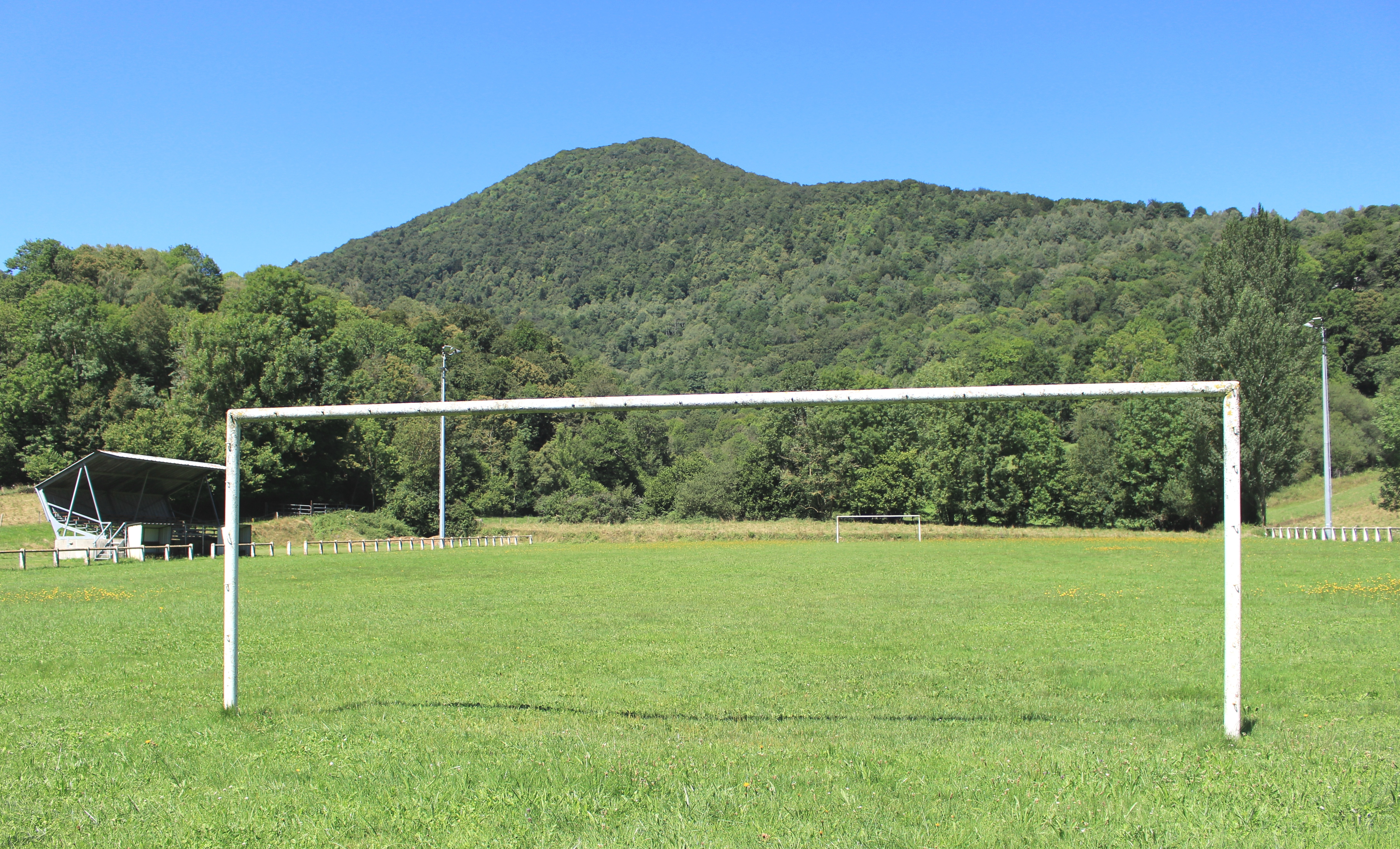
Le stade de football en 2020.

- : club de football.
- Hèches abrite des falaises réputées pour la pratique de l'escalade : Pène-haute et Suberpène.

## Économie

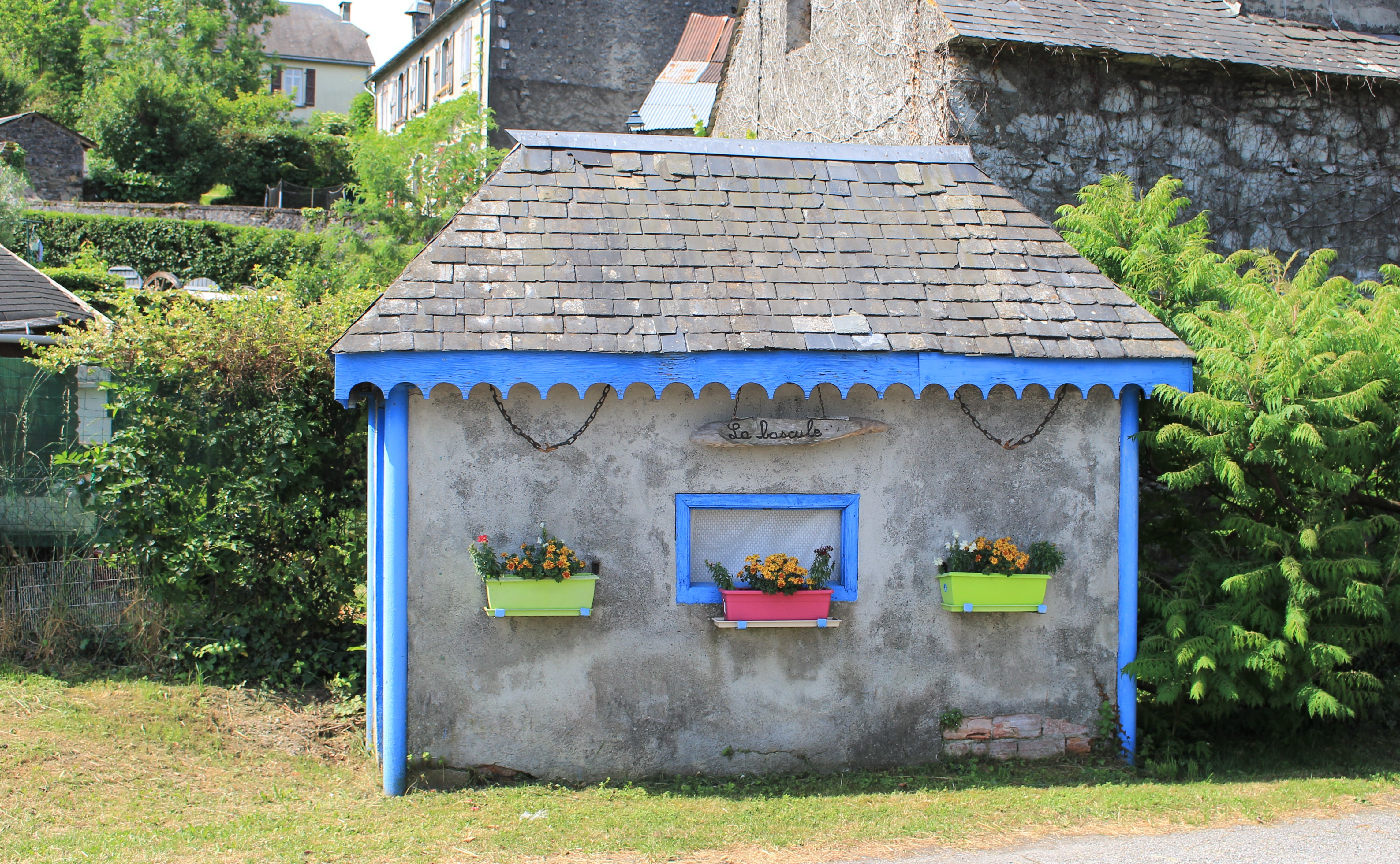
L'ancienne bascule en 2022.

### Revenus
En 2018, la commune compte 287 ménages fiscaux, regroupant 585 personnes. La médiane du revenu disponible par unité de consommation est de 19 310 € (20 420 € dans le département).

### Emploi
|                | 2008  | 2013  | 2018  |
| -------------- | ----- | ----- | ----- |
| Commune        | 6,2 % | 8,4 % | 7,5 % |
| Département    | 7,7 % | 9,4 % | 9,8 % |
| France entière | 8,3 % | 10 %  | 10 %  |

En 2018, la population âgée de 15 à 64 ans s'élève à 348 personnes, parmi lesquelles on compte 76,4 % d'actifs (68,9 % ayant un emploi et 7,5 % de chômeurs) et 23,6 % d'inactifs,. Depuis 2008, le taux de chômage communal (au sens du recensement) des 15-64 ans est inférieur à celui de la France et du département.
La commune fait partie de la couronne de l'aire d'attraction de Lannemezan, du fait qu'au moins 15 % des actifs travaillent dans le pôle,. Elle compte 72 emplois en 2018, contre 71 en 2013 et 83 en 2008. Le nombre d'actifs ayant un emploi résidant dans la commune est de 244, soit un indicateur de concentration d'emploi de 29,6 % et un taux d'activité parmi les 15 ans ou plus de 52,6 %.
Sur ces 244 actifs de 15 ans ou plus ayant un emploi, 48 travaillent dans la commune, soit 20 % des habitants. Pour se rendre au travail, 89,8 % des habitants utilisent un véhicule personnel ou de fonction à quatre roues, 1,2 % les transports en commun, 2,4 % s'y rendent en deux-roues, à vélo ou à pied et 6,6 % n'ont pas besoin de transport (travail au domicile).

## Culture locale et patrimoine

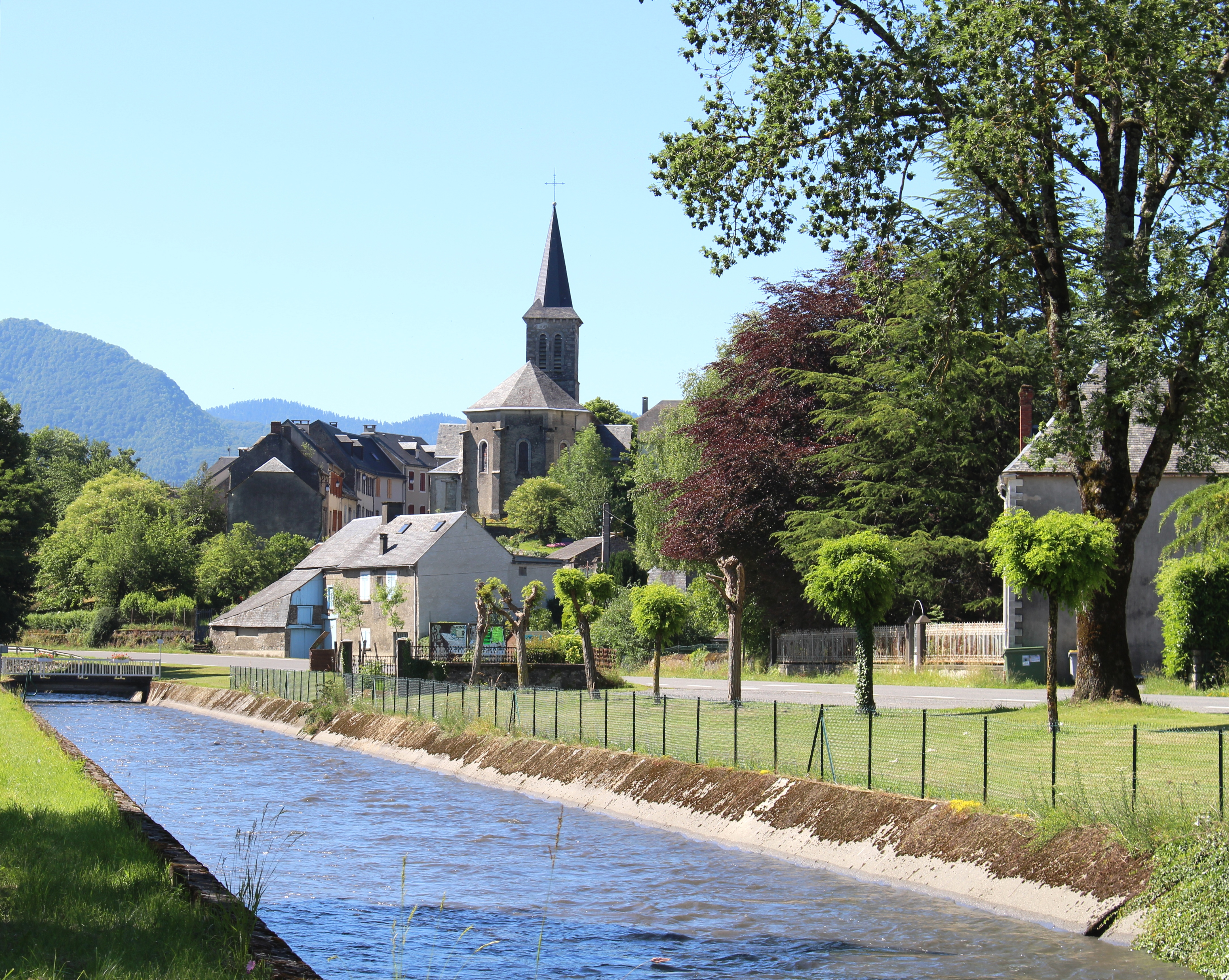
Le canal de la Neste traversant Hèches.

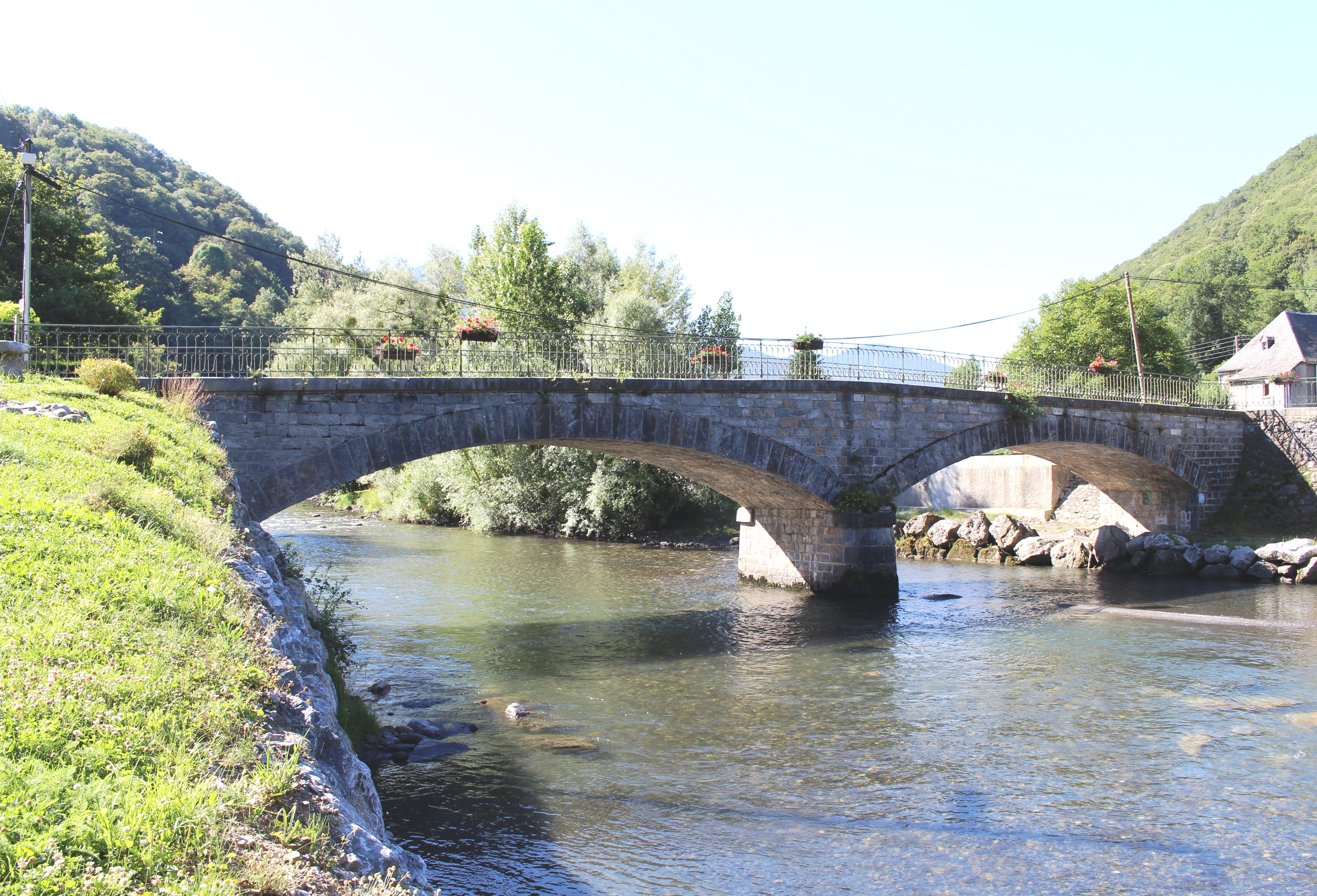
La Neste traversant Rebouc.

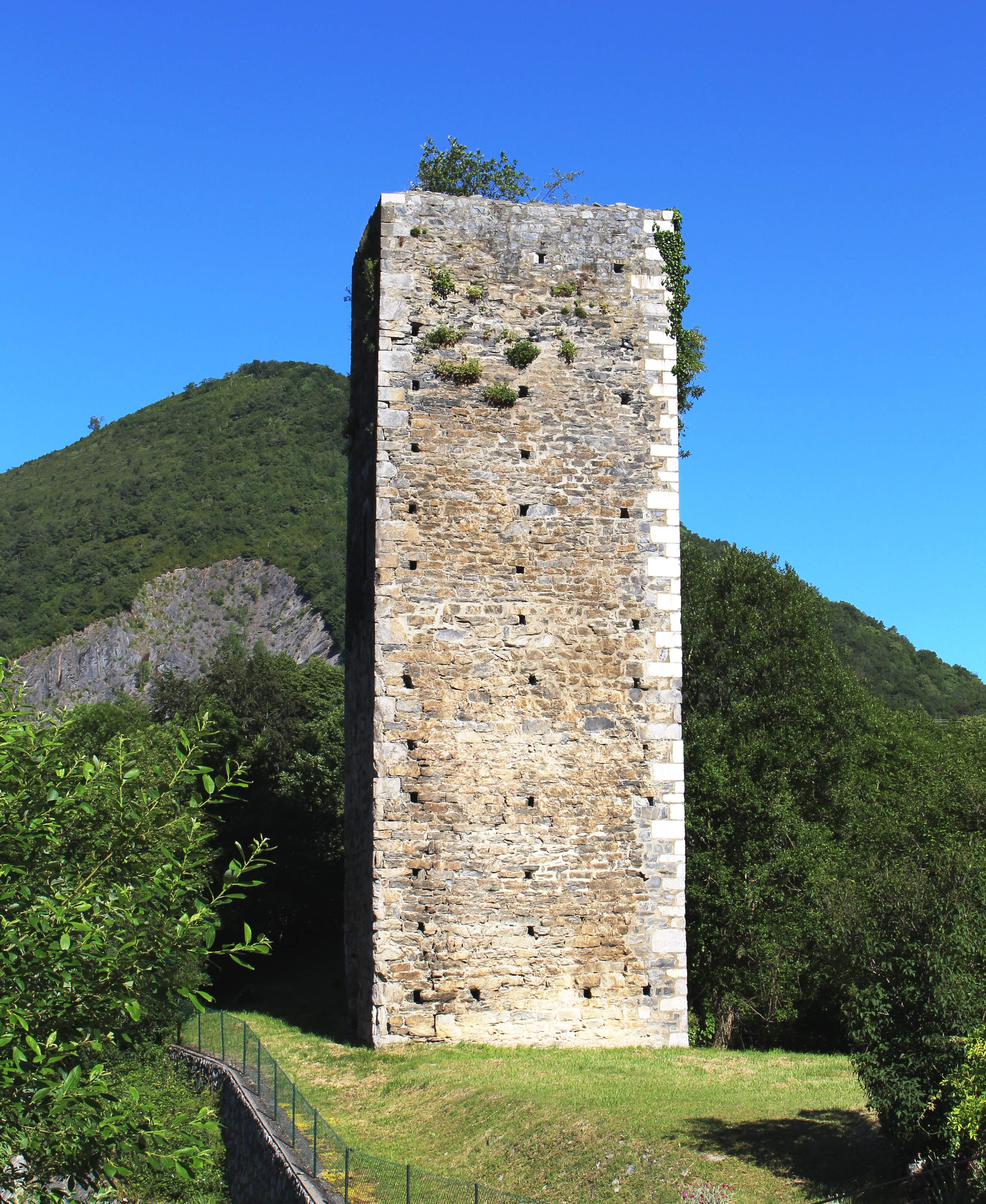
Le château de Héchettes en 2016.

### Lieux et monuments
- Église Saint-Pierre de Hèches.
- Église Saint-Pierre de Hèchettes.
- Église Saint-Ebons de Rebouc.
- Chapelle Notre-Dame-des-Champs.
- La gare de Hèches.
- Lavoirs.
- Tour de guet, ruines du château de Hèchettes.

Sélection de vues des églises de la commune en 2016.
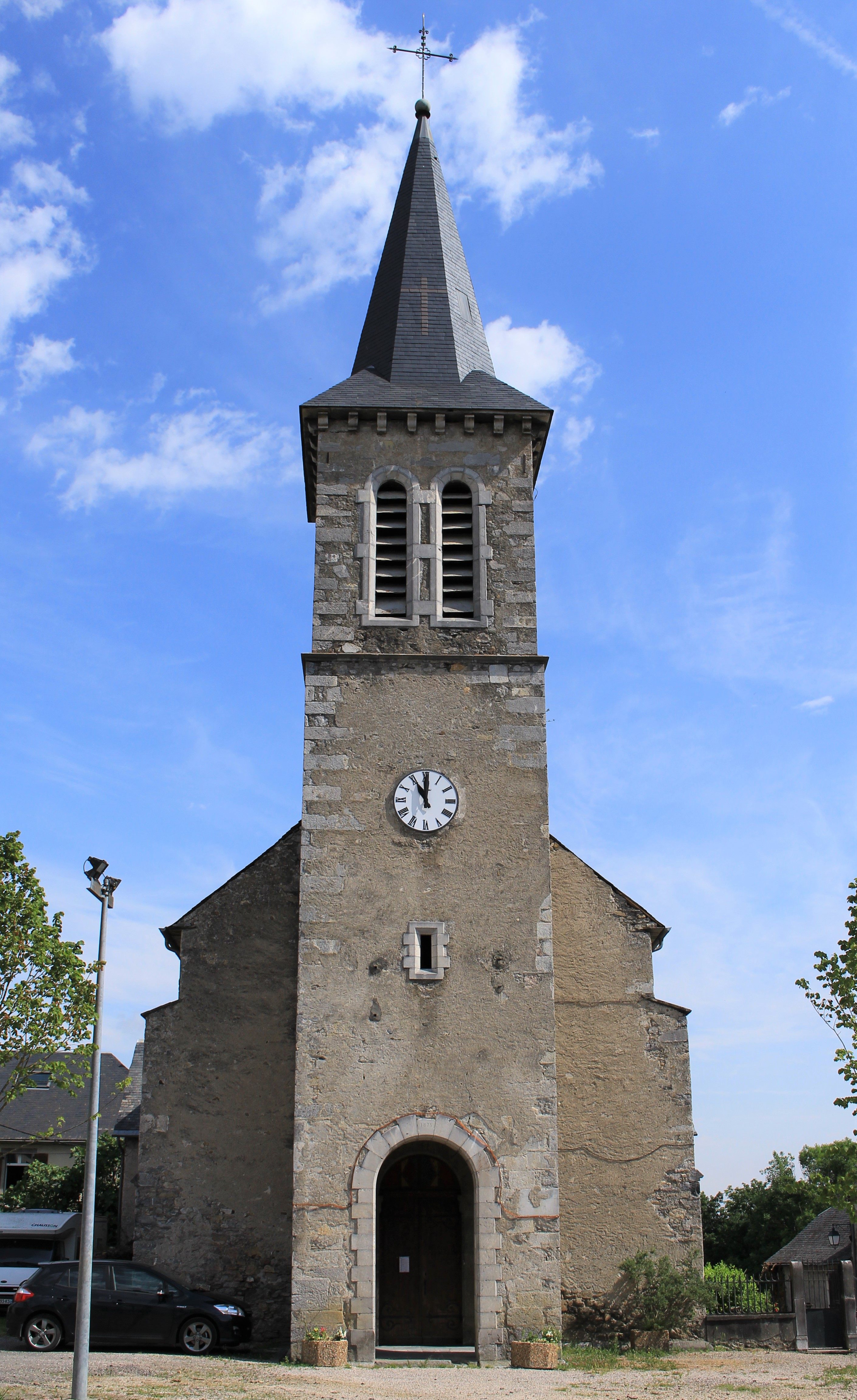
Saint-Pierre de Hèches.
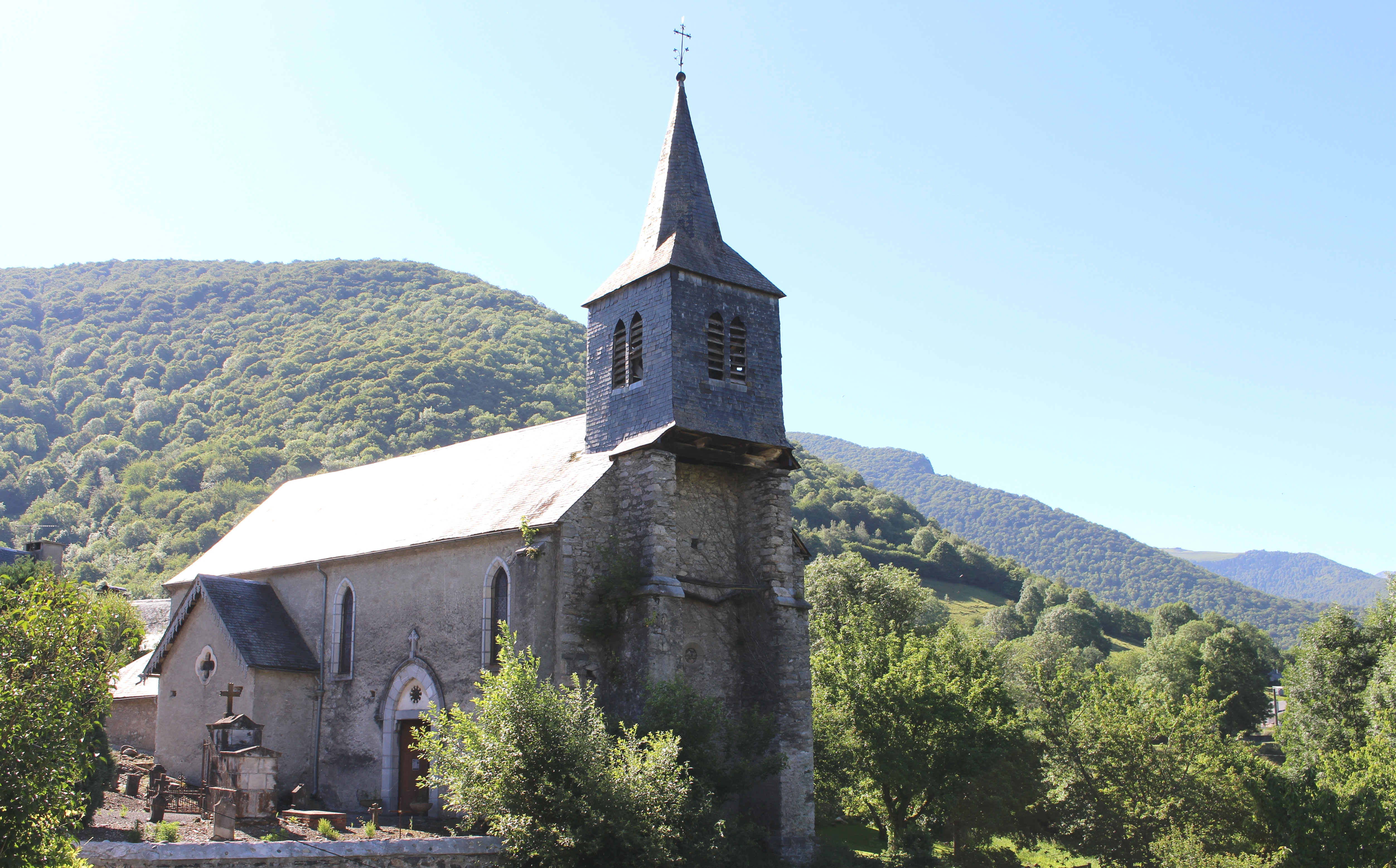
Saint-Pierre de Hèchettes.
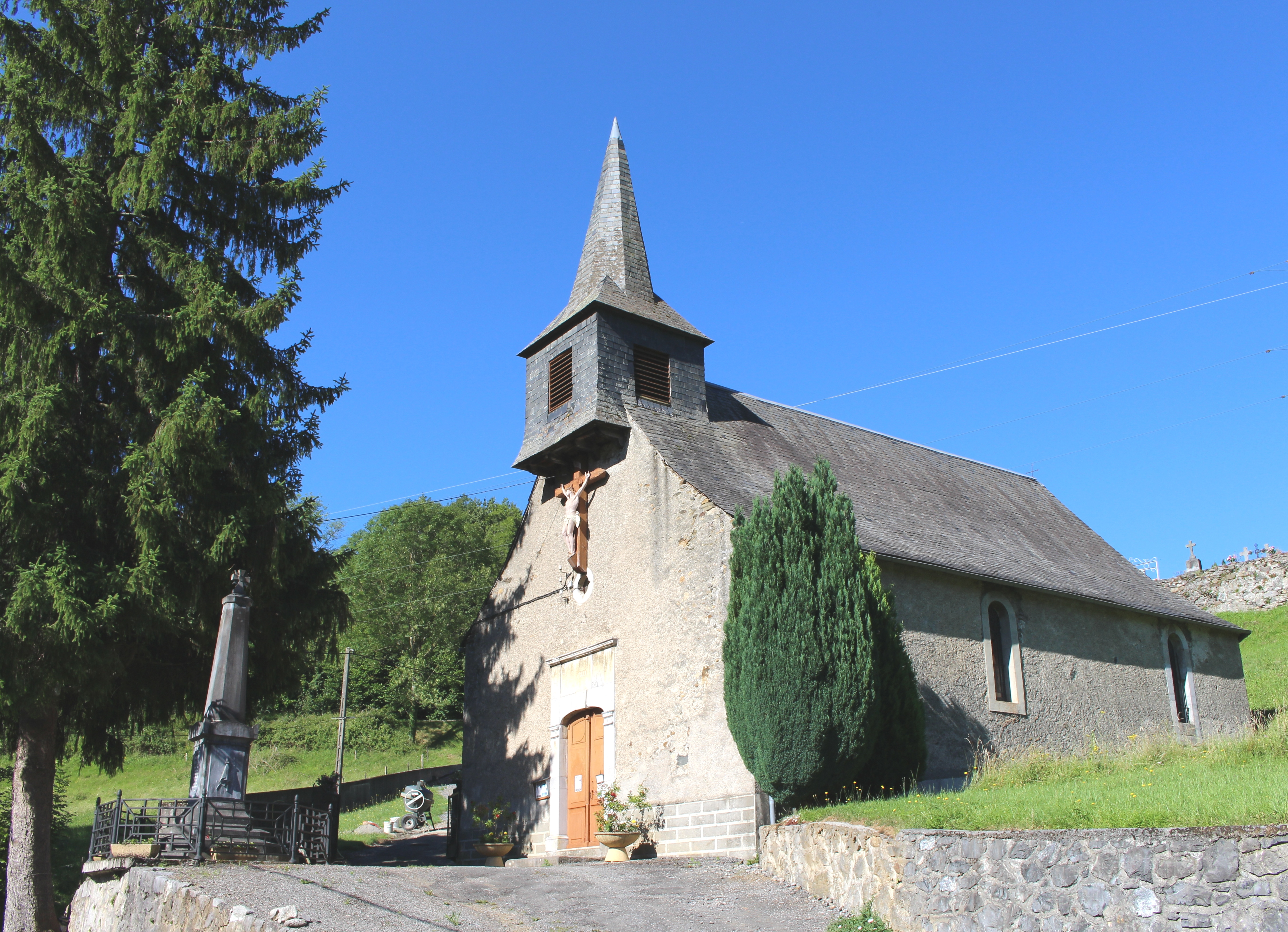
Saint-Ebons de Rebouc.

Images des lavoirs municipaux
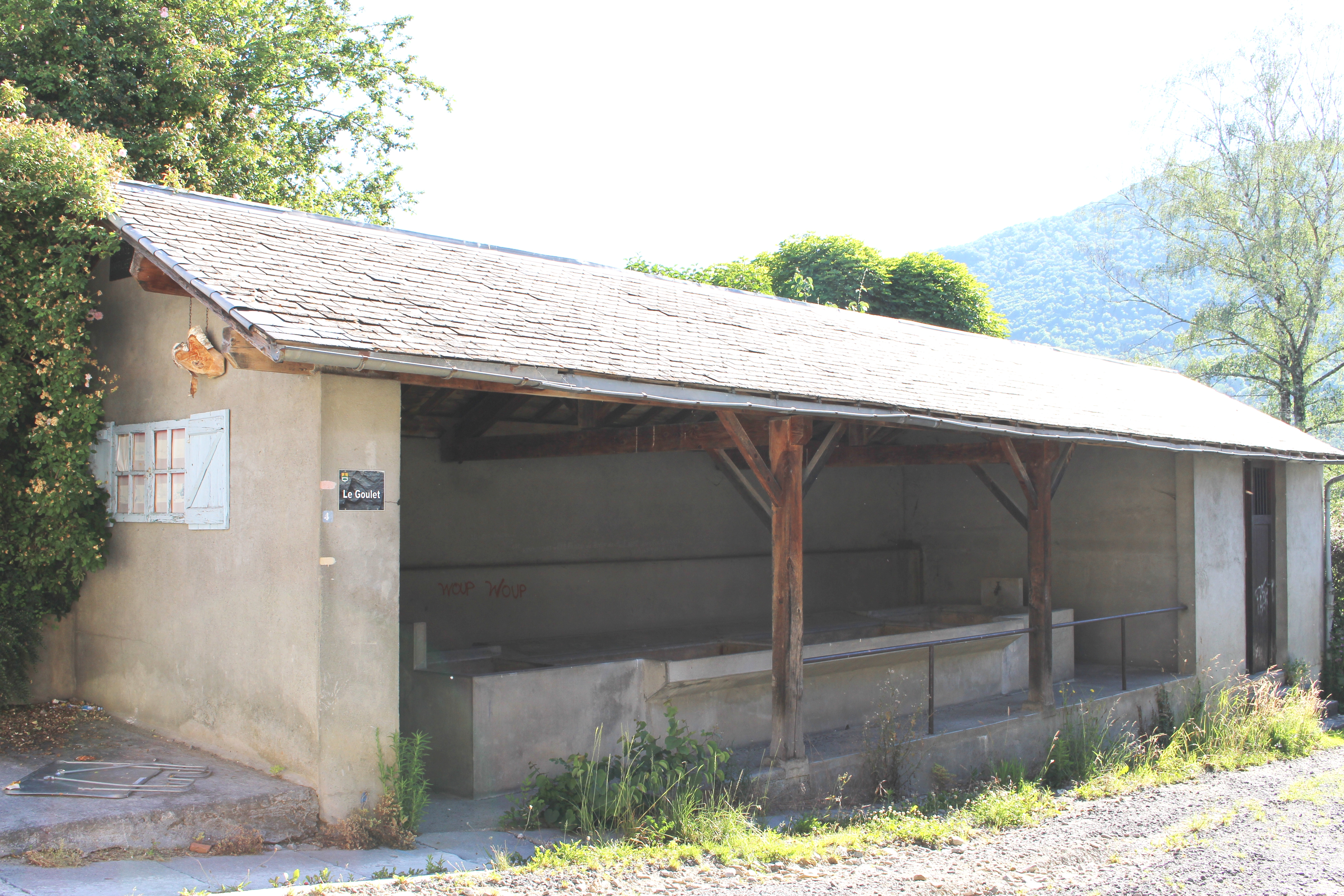
Lavoir de Hèches.
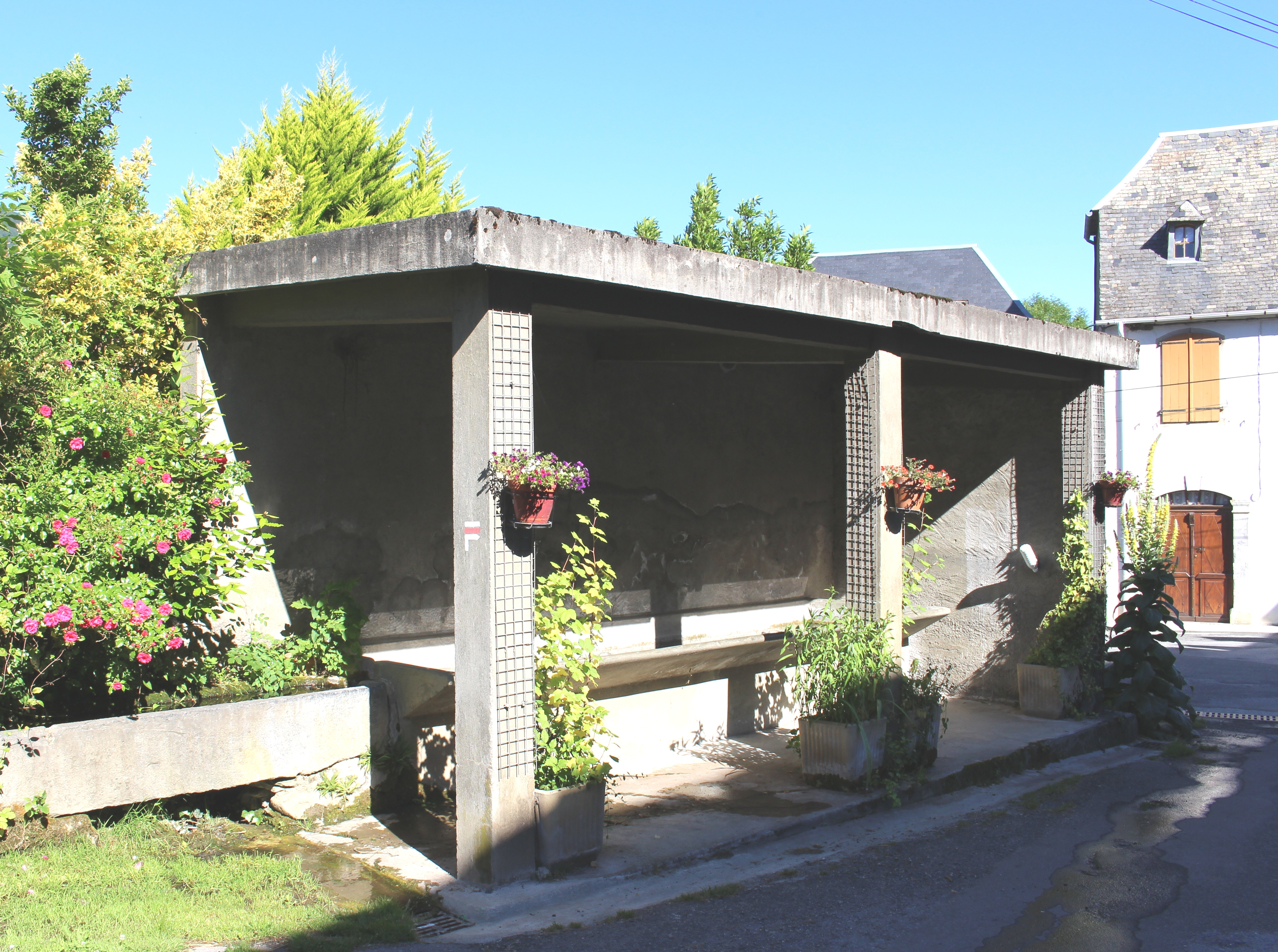
Lavoir de Hèchettes.
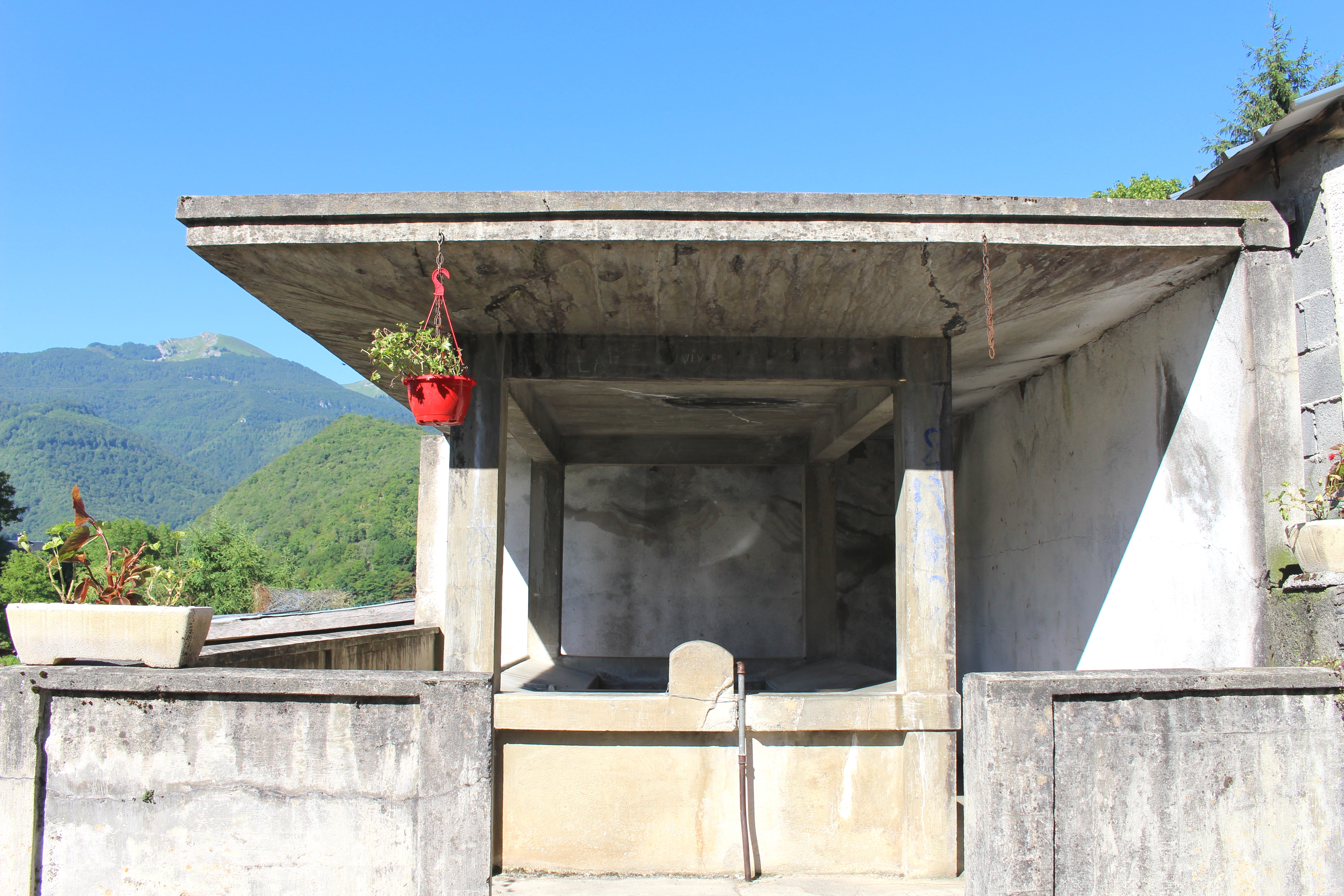
Lavoir de Léchan.
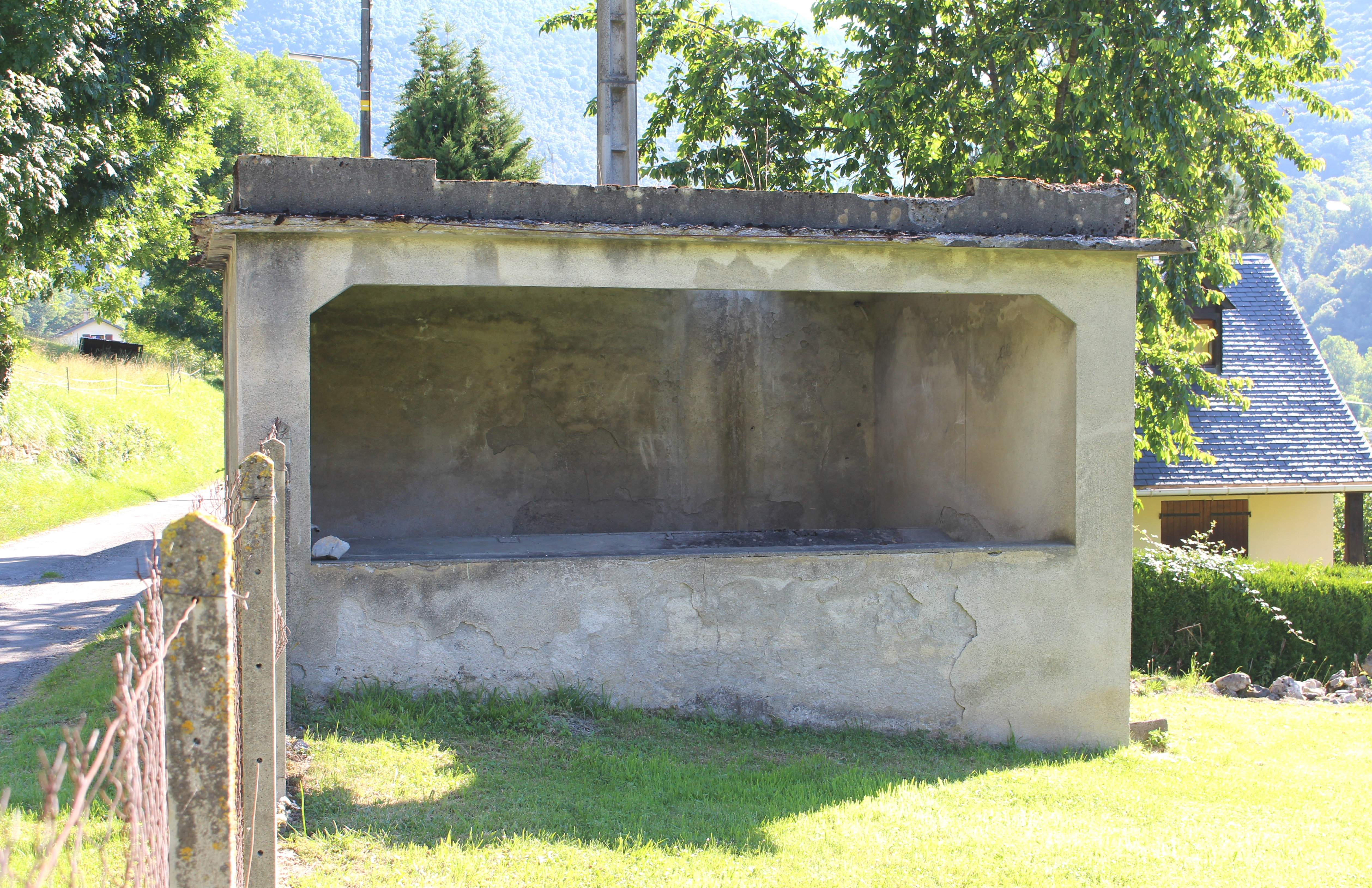
Lavoir de Rebouc.

Sélection de vues des monuments aux morts.
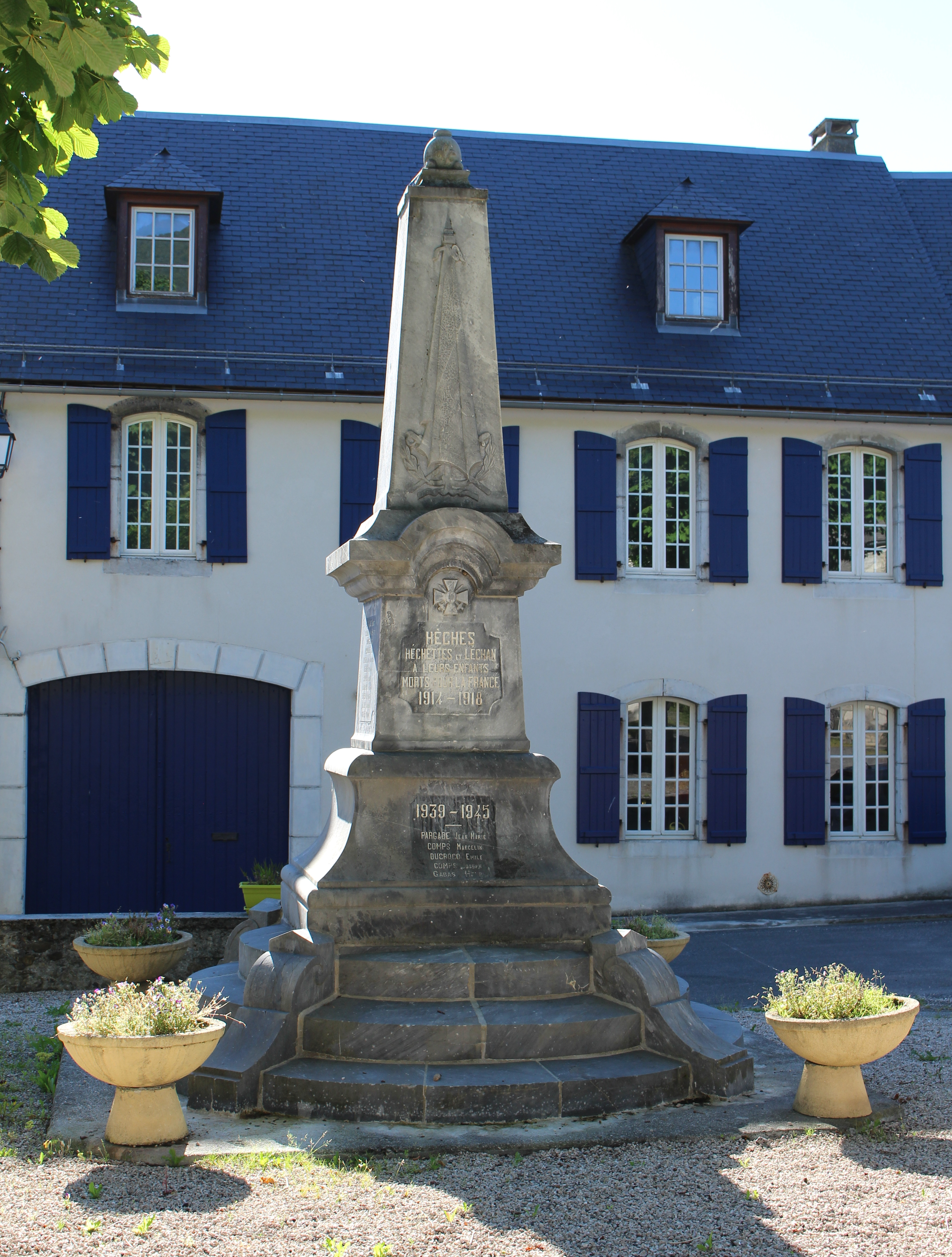
Hèches.
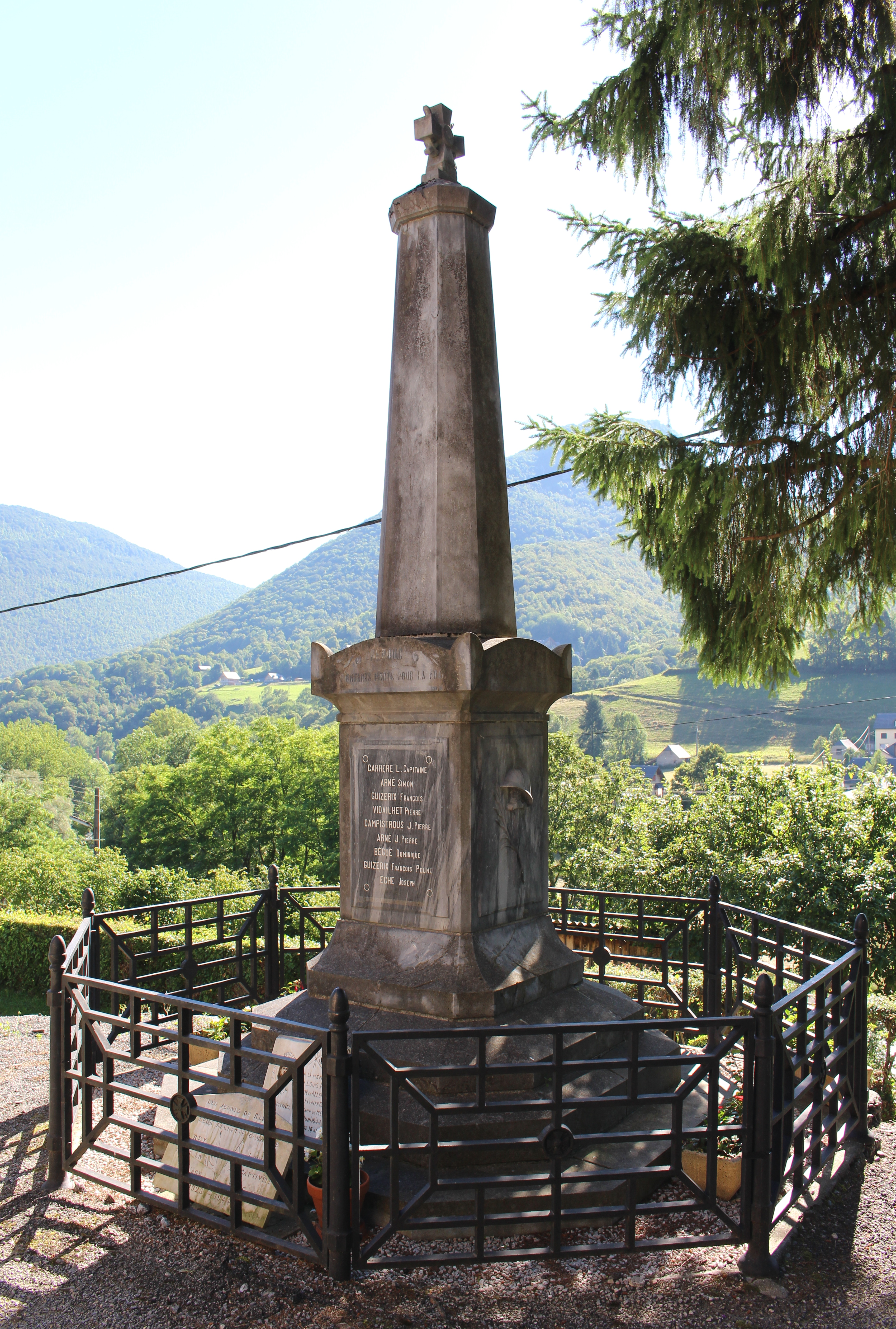
Rebouc.

Sélection de vues des croix municipales.
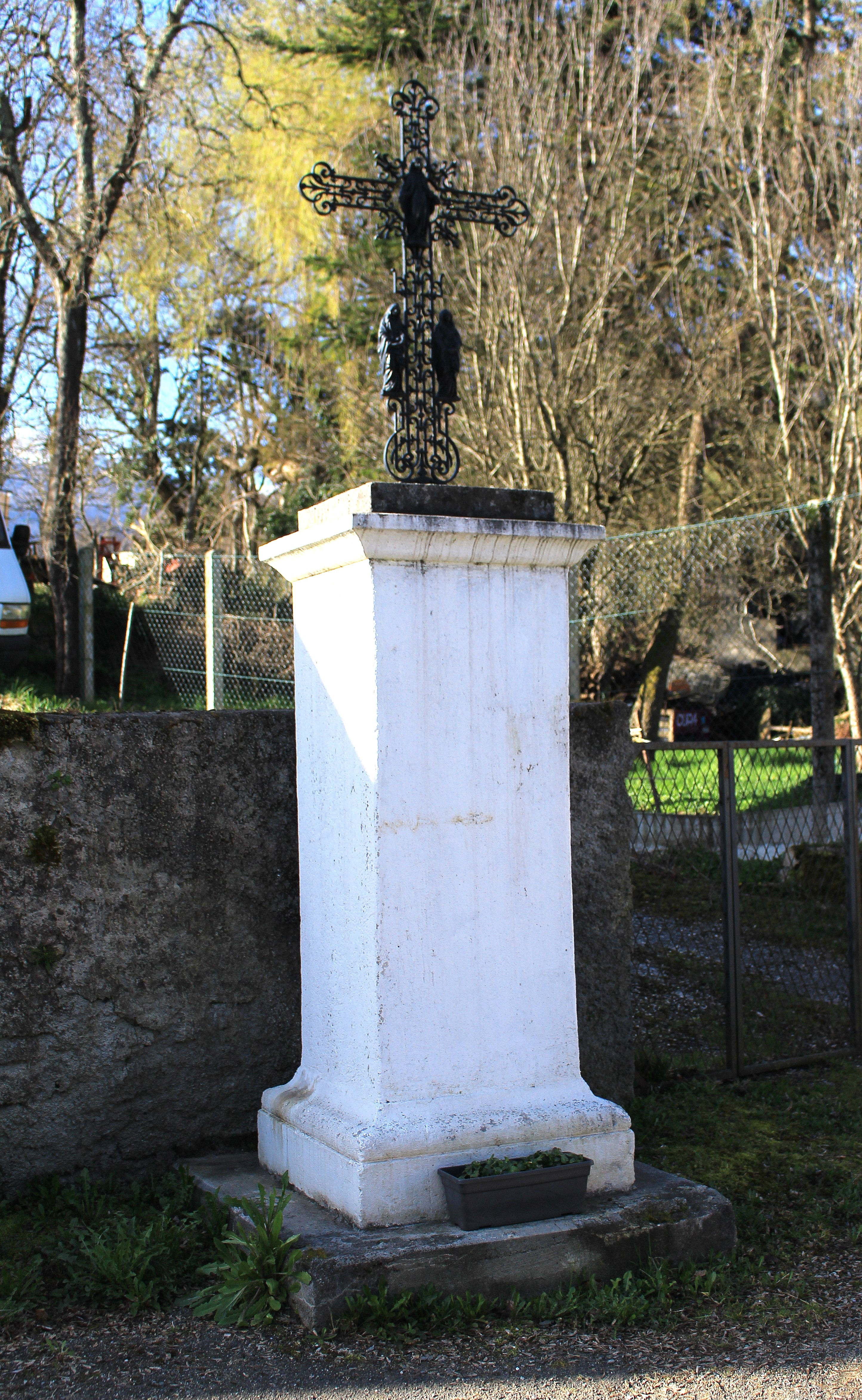
Croix Nord.
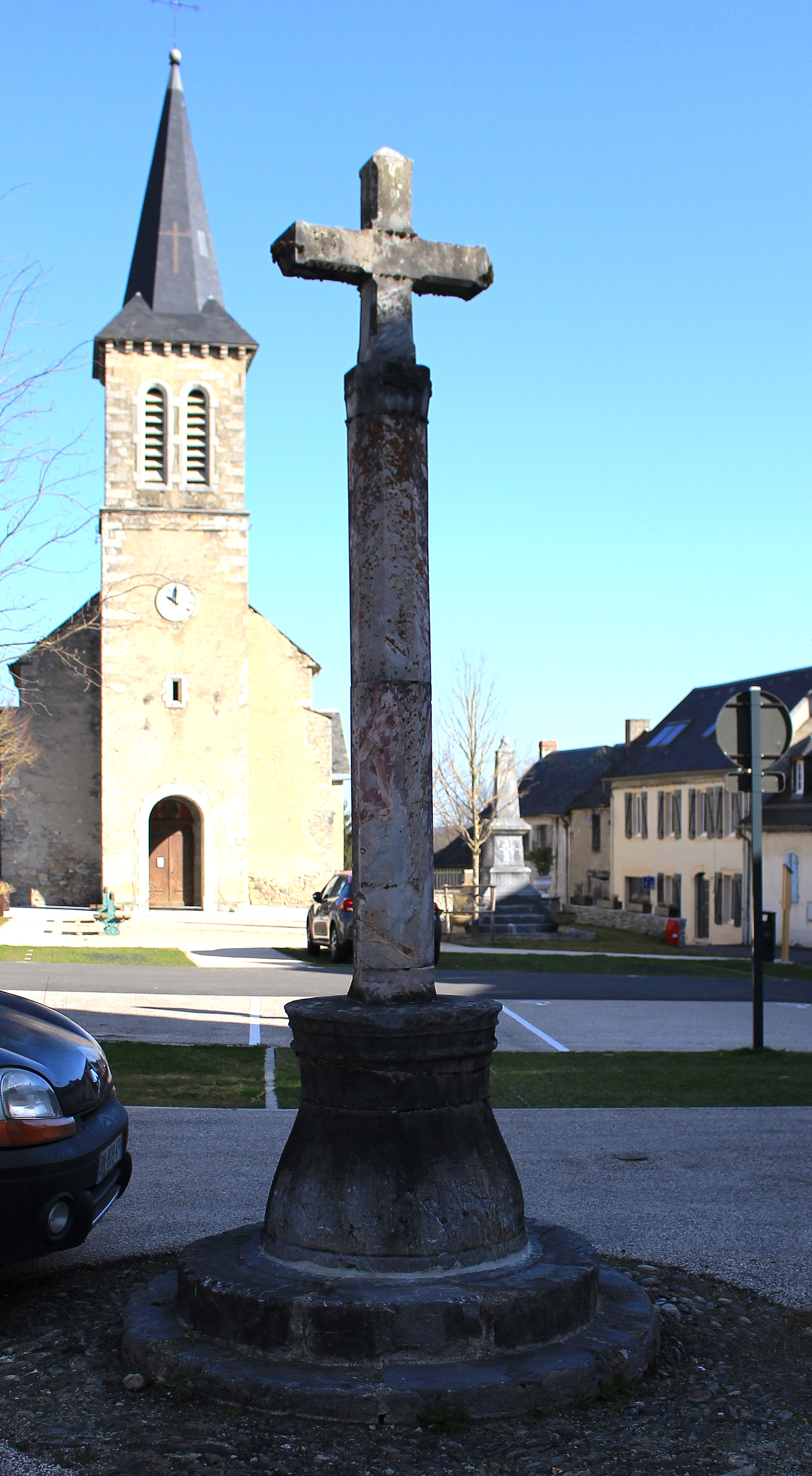
Une croix.
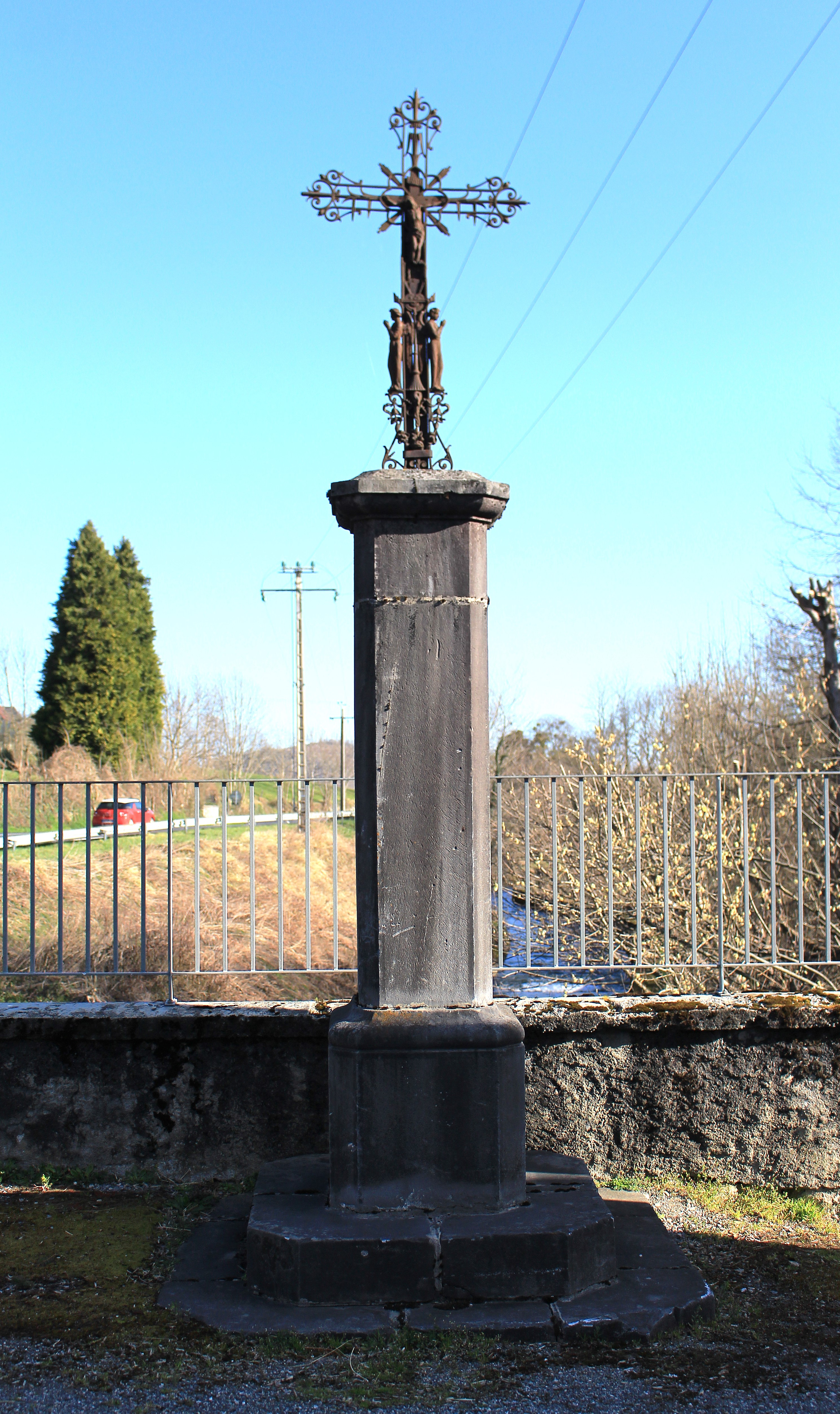
Croix Sud.

### Personnalités liées à la commune
- Frédéric Ozun (1840-1907), homme politique né et décédé à Hèches, député des Hautes-Pyrénées de 1902 à 1906.
- Jacques Godechot, historien spécialiste de la Révolution française, professeur d'Université, décédé à 82 ans à Hèches le 24 août 1989.

### Héraldique
| Blason | Blasonnement : D'or au mont de sinople sommé d'une tour de sable ajourée du champ et chargé d'un pont d'argent maçonné aussi de sable posé sur ure rivière aussi d'argent mouvant de la pointe. Commentaires : (délibération municipale du 12 décembre 2008). Ce blason avait été déposé à la Bibliothèque nationale au XIXe siècle (no 15917). |